# Danh sách cầu thủ nước ngoài ghi bàn tại Giải bóng đá Ngoại hạng Anh
Đây là danh sách cầu thủ nước ngoài ghi bàn tại Giải bóng đá Ngoại hạng Anh. Premier League bắt đầu từ khi khởi tranh năm 1992, đã có cầu thủ của 110 nước thành viên FIFA. Tính tới tháng 10 năm 2019, khi cầu thủ người Cuba Onel Hernández ghi bàn vào lưới Manchester United, đã có 95 quốc gia thành viên FIFA có cầu thủ ghi bàn tại Premier League.
Danh sách dưới đây cầu thủ phải đạt cả hai điều kiện:
1. Ghi ít nhất một trận tại Premier League. Cầu thủ được đăng ký bởi các câu lạc bộ Premier League, nhưng chỉ ghi bàn ở giải đấu thấp hơn, cup hoặc các trận đấu châu Âu, hoặc không thi đấu tất cả, sẽ không được tính.
2. Một cầu thủ nước ngoài, được xem là ngoài Vương quốc Anh, được quyết định bằng việc cầu thủ đó có đủ tư cách thi đấu cho các đội tuyển quốc gia Anh, Scotland, Wales hay Bắc Ireland không, một số trường hợp đặc biệt,

Một cầu thủ thi đấu ở cấp độ quốc tế, đội tuyển quốc gia sẽ xác định là quốc tịch; nếu anh ta thi đấu cho nhiều hơn một quốc gia, cấp độ cao hơn (hoặc gần nhất) sẽ được xác định. Điều này bao gồm các cầu thủ Anh có quyền công dân song song.
Nếu một cầu thủ không khoác áo cấp quốc tế, nơi sinh sẽ được xác định, trừ những người được sinh ra ở nước ngoài nhưng có bố mẹ là người Anh hoặc chuyển tới Vương quốc Anh từ nhỏ, và những người xác định rõ ràng việc chuyển quốc tịch từ một quốc gia khác.
Các câu lạc bộ được liệt kê khi cầu thủ ghi ít nhất một trận tại Premier League.
In đậm: Các cầu thủ ghi ít nhất một bàn tại mùa giải hiện tại (2019–20), và vẫn còn đang ở câu lạc bộ mà họ đã ghi bàn. Đây không bao gồm những cầu thủ đang thi đấu tại Premier League nhưng chưa ghi bàn tại mùa hiện tại.
Ở mỗi quốc gia, cầu thủ ghi nhiều bàn thắng nhất sẽ có số bàn tại Premier League.
Tính tới 23 tháng 1 năm 2020.

## Algeria
- Nadir Belhadj – Portsmouth
- Ali Benarbia – Manchester City
- Hameur Bouazza – Watford, Fulham
- Sofiane Feghouli – West Ham United
- Rachid Ghezzal – Leicester City
- Kamel Ghilas – Hull City
- Adlène Guedioura – Wolverhampton Wanderers
- Riyad Mahrez – Leicester City, Manchester City (53)
- Islam Slimani – Leicester City
- Moussa Saïb – Tottenham Hotspur
- Hassan Yebda – Portsmouth

## Angola
- Manucho – Hull City (2)

## Antigua và Barbuda
- Dexter Blackstock – Southampton
- Mikele Leigertwood – Crystal Palace, Reading (2)

## Argentina

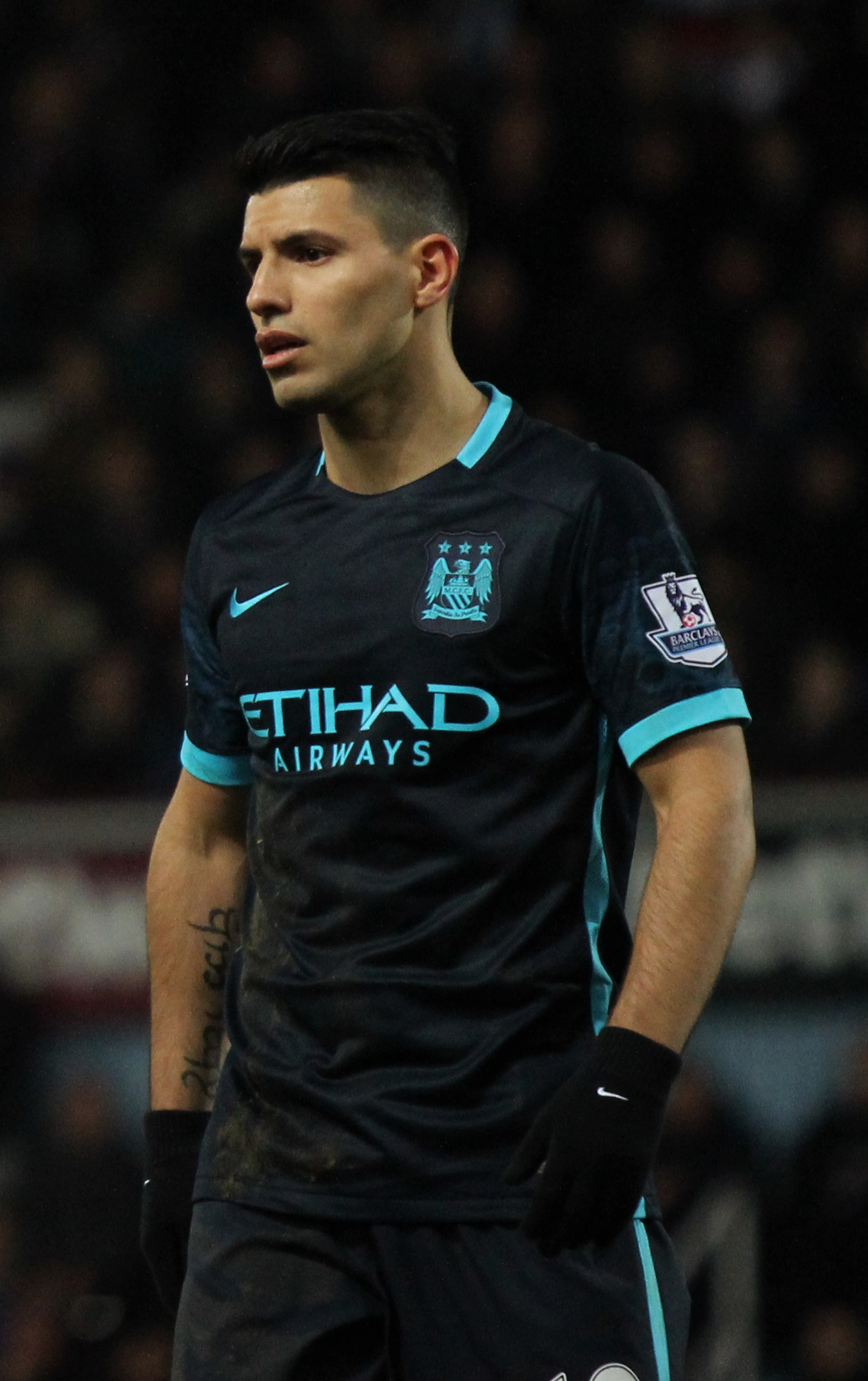
Sergio Agüero là cầu thủ không mang quốc tịch Anh ghi bàn nhiều nhất lịch sử Premier League.

- Sergio Agüero – Manchester City (180)
- Julio Arca – Sunderland, Middlesbrough
- Christian Bassedas – Newcastle United
- Jonathan Calleri – West Ham United
- Esteban Cambiasso – Leicester City
- Horacio Carbonari – Derby County
- Fabricio Coloccini – Newcastle United
- Daniel Cordone – Newcastle United
- Hernán Crespo – Chelsea
- Andrés D'Alessandro – Portsmouth
- Martín Demichelis – Manchester City
- Ángel Di María – Manchester United
- Franco Di Santo – Blackburn Rovers, Wigan Athletic
- Alejandro Faurlín – Queens Park Rangers
- Federico Fernández – Swansea City, Newcastle United
- Mauro Formica – Blackburn Rovers
- Juan Foyth – Tottenham Hotspur
- Esteban Fuertes – Derby County
- Ramiro Funes Mori – Everton
- Jonás Gutiérrez – Newcastle United
- Gabriel Heinze – Manchester United
- Gonzalo Higuaín – Chelsea
- Erik Lamela – Tottenham Hotspur
- Manuel Lanzini – West Ham United
- Carlos Marinelli – Middlesbrough
- Javier Mascherano –  Liverpool
- Juan Carlos Menseguez – West Bromwich Albion
- Nicolás Otamendi – Manchester City
- Sixto Peralta – Ipswich Town
- Roberto Pereyra – Watford
- Maxi Rodríguez – Liverpool
- Marcos Rojo – Manchester United
- Facundo Sava – Fulham
- Denis Stracqualursi – Everton
- Mauricio Taricco – Tottenham Hotspur
- Carlos Tevez – West Ham United, Manchester United, Manchester City
- Leonardo Ulloa – Leicester City, Brighton & Hove Albion
- Juan Sebastián Verón – Manchester United, Chelsea
- Luciano Vietto – Fulham
- Emanuel Villa – Derby County
- Claudio Yacob – West Bromwich Albion
- Pablo Zabaleta – Manchester City
- Mauro Zárate – Birmingham City, West Ham United

## Armenia
- Henrikh Mkhitaryan – Manchester United, Arsenal (13)

## Australia
- John Aloisi – Coventry City
- Tim Cahill – Everton
- Brett Emerton – Blackburn Rovers
- Hayden Foxe – Portsmouth
- Richard Garcia – Hull City
- Chris Herd – Aston Villa
- Brett Holman – Aston Villa
- Mile Jedinak – Crystal Palace
- Richard Johnson – Watford
- Harry Kewell – Leeds United, Liverpool
- Stan Lazaridis – West Ham United, Birmingham City
- Aaron Mooy – Huddersfield Town, Brighton & Hove Albion
- Lucas Neill – Blackburn Rovers, West Ham United
- Paul Okon – Middlesbrough
- Robbie Slater – West Ham United, Southampton
- Danny Tiatto – Manchester City
- Mark Viduka – Leeds United, Middlesbrough, Newcastle United (92)

## Áo
- Marko Arnautović – Stoke City, West Ham United (43)
- Ashley Barnes – Burnley
- Christian Fuchs – Leicester City
- Stefan Maierhofer – Wolverhampton Wanderers
- Emanuel Pogatetz – Middlesbrough
- Sebastian Prödl – Watford
- Paul Scharner – Wigan Athletic, West Bromwich Albion
- Andreas Weimann – Aston Villa

## Barbados
- Emmerson Boyce – Wigan Athletic (11)
- Gregory Goodridge – Queens Park Rangers

## Belarus
- Alexander Hleb – Arsenal, Birmingham City (8)

## Bỉ

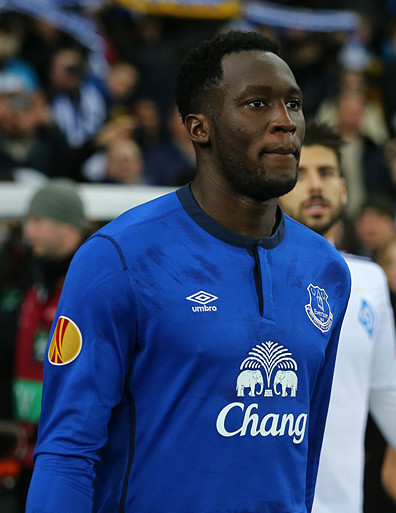
Romelu Lukaku là cầu thủ mang quốc tịch Bỉ ghi bàn nhiều nhất lịch sử Premier League.

- Philippe Albert – Newcastle United
- Toby Alderweireld – Southampton, Tottenham Hotspur
- Michy Batshuayi – Chelsea, Crystal Palace
- Christian Benteke – Aston Villa, Liverpool, Crystal Palace
- Dedryck Boyata – Bolton Wanderers
- Nacer Chadli – Tottenham Hotspur, West Bromwich Albion
- Gilles De Bilde – Sheffield Wednesday
- Kevin De Bruyne – Manchester City
- Ritchie De Laet – Norwich City, Leicester City
- Steven Defour – Burnley
- Marc Degryse – Sheffield Wednesday
- Mousa Dembélé – Fulham, Tottenham Hotspur
- Leander Dendoncker – Wolverhampton Wanderers
- Laurent Depoitre – Huddersfield Town
- Marouane Fellaini – Everton, Manchester United
- Eden Hazard – Chelsea
- Adnan Januzaj – Manchester United
- Christian Kabasele – Watford
- Vincent Kompany – Manchester City
- Roland Lamah – Swansea City
- Romelu Lukaku – West Bromwich Albion, Everton, Manchester United (113)
- Isaac Mbenza – Huddersfield Town
- Kevin Mirallas – Everton
- Émile Mpenza – Manchester City
- Luc Nilis – Aston Villa
- Divock Origi – Liverpool
- Dennis Praet – Leicester City
- Cédric Roussel – Coventry City
- Branko Strupar – Derby County
- Youri Tielemans – Leicester City
- Leandro Trossard – Brighton & Hove Albion
- Jelle Van Damme – Wolverhampton Wanderers
- Thomas Vermaelen – Arsenal
- Jan Vertonghen – Tottenham Hotspur

## Benin
- Rudy Gestede – Aston Villa, Middlesbrough
- Steve Mounié – Huddersfield Town
- Stéphane Sessègnon – Sunderland, West Bromwich Albion (25)

## Bermuda
- Shaun Goater – Manchester City (13)

## Bosna và Hercegovina
- Asmir Begović – Stoke City
- Edin Džeko – Manchester City (50)
- Sead Kolašinac – Arsenal
- Mario Vrančić – Norwich City

## Brasil
- Alex – Chelsea
- Afonso Alves – Middlesbrough
- Anderson – Manchester United
- Fábio Aurélio – Liverpool
- Júlio Baptista – Arsenal
- Juliano Belletti – Chelsea
- Bernard – Everton
- Caçapa – Newcastle United
- Philippe Coutinho – Liverpool
- Danilo – Manchester City
- David Luiz – Chelsea, Arsenal
- Denílson – Arsenal
- Douglas Luiz – Aston Villa
- Edu – Arsenal
- Elano – Manchester City
- Emerson – Middlesbrough
- Fabinho – Liverpool
- Fábio – Manchester United
- Felipe Anderson – West Ham United
- Fernandinho – Manchester City
- Fernando – Manchester City
- Roberto Firmino – Liverpool (56)
- Fred – Manchester United
- Gabriel Jesus – Manchester City
- Gabriel Martinelli – Arsenal
- Gabriel Paulista – Arsenal

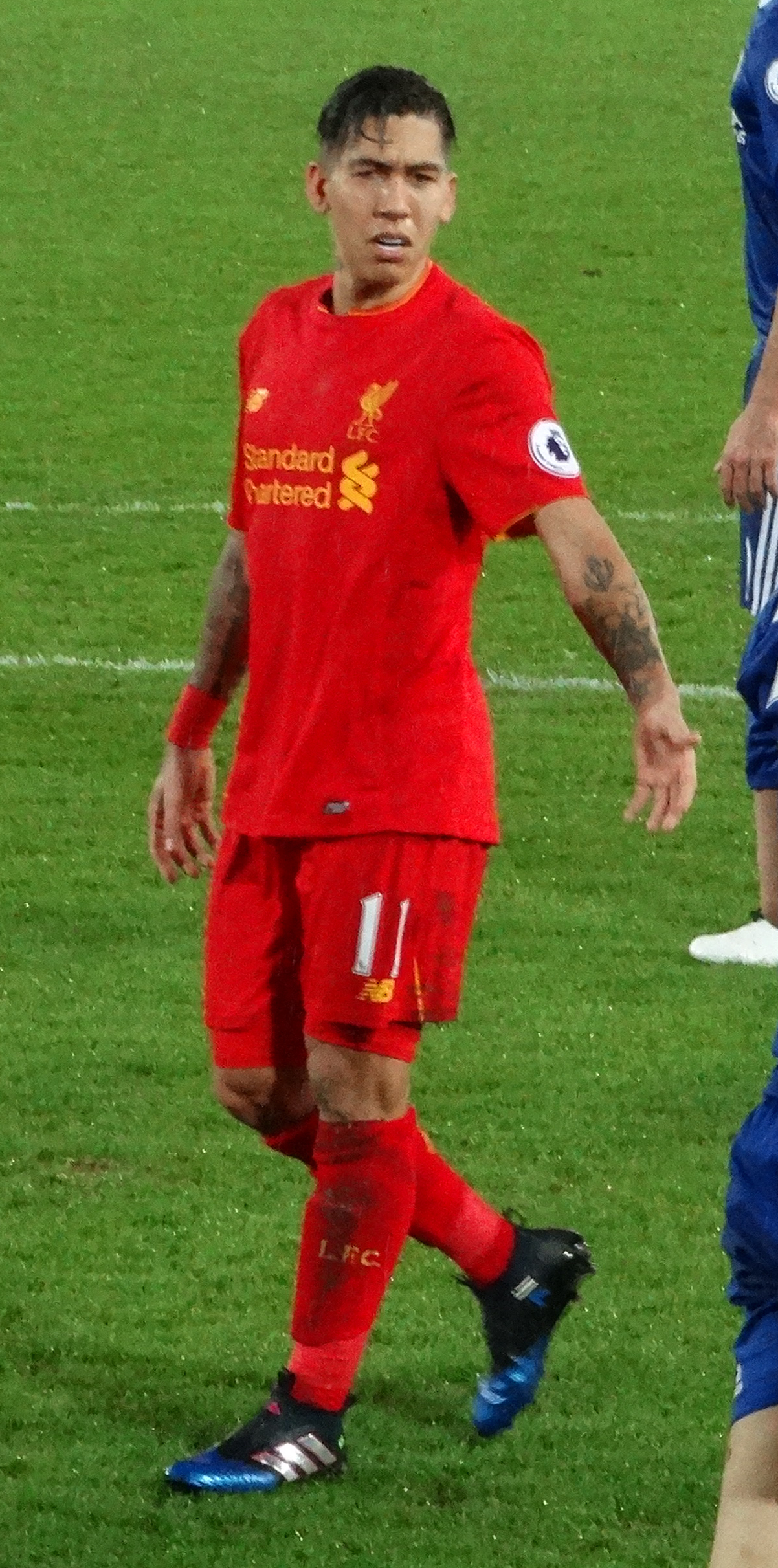
Roberto Firmino là cầu thủ Brasil ghi bàn nhiều nhất lịch sử Premier League.

- Geovanni – Manchester City, Hull City
- Gilberto – Tottenham Hotspur
- Gilberto Silva – Arsenal
- Ilan – West Ham United
- Isaías – Coventry City
- Jô – Manchester City, Everton
- Joelinton – Newcastle United
- Juninho – Middlesbrough
- Kenedy – Chelsea, Newcastle United
- Kléberson – Manchester United
- Lucas Leiva – Liverpool
- Lucas Moura – Tottenham Hotspur
- Oscar – Chelsea
- Alexandre Pato – Chelsea
- Paulinho – Tottenham Hotspur
- Andreas Pereira – Manchester United
- Rafael – Manchester United
- Ramires – Chelsea
- Richarlison – Watford, Everton
- Douglas Rinaldi – Watford
- Robinho – Manchester City
- Fábio Rochemback – Middlesbrough
- Sandro – Tottenham Hotspur
- André Santos – Arsenal
- Sylvinho – Arsenal
- Emerson Thome – Sheffield Wednesday, Sunderland
- Wesley – Aston Villa
- Willian – Chelsea

## Bulgaria
- Dimitar Berbatov – Tottenham Hotspur, Manchester United, Fulham (94)
- Valeri Bojinov – Manchester City
- Bontcho Guentchev – Ipswich Town
- Radostin Kishishev – Charlton Athletic
- Martin Petrov – Manchester City, Bolton Wanderers
- Stiliyan Petrov – Aston Villa
- Svetoslav Todorov – West Ham United, Portsmouth

## Burkina Faso
- Bertrand Traoré – Chelsea (2)

## Burundi
- Saido Berahino – West Bromwich Albion (23)
- Gaël Bigirimana – Newcastle United

## Cameroon
- Benoît Assou-Ekotto – Tottenham Hotspur
- Timothée Atouba – Tottenham Hotspur
- Sébastien Bassong – Tottenham Hotspur, Norwich City
- André Bikey – Reading, Burnley
- Eric Maxim Choupo-Moting – Stoke City
- George Elokobi – Wolverhampton Wanderers
- Samuel Eto'o – Chelsea, Everton
- Marc-Vivien Foé – West Ham United, Manchester City
- Geremi – Middlesbrough, Chelsea, Newcastle United
- Joseph-Désiré Job – Middlesbrough (16)
- Lauren – Arsenal
- Joël Matip – Liverpool
- Patrick M'Boma – Sunderland
- Alex Song – Arsenal
- Somen Tchoyi – West Bromwich Albion
- Pierre Womé – Fulham

## Canada
- Scott Arfield – Burnley
- David Edgar – Newcastle United
- Junior Hoilett – Blackburn Rovers, Queens Park Rangers, Cardiff City
- Simeon Jackson – Norwich City
- Tomasz Radzinski – Everton, Fulham (35)
- Paul Stalteri – Tottenham Hotspur
- Frank Yallop – Ipswich Town

## Chile
- Clarence Acuña – Newcastle United
- Jean Beausejour – Birmingham City, Wigan Athletic
- Mark González – Liverpool
- Ángelo Henríquez – Wigan Athletic
- Gonzalo Jara – West Bromwich Albion
- Luis Jiménez – West Ham United
- Javier Margas – West Ham United
- Alexis Sánchez – Arsenal, Manchester United (63)
- Eduardo Vargas – Queens Park Rangers

## Trung Quốc
- Tôn Kế Hải – Manchester City (3)
- Trịnh Trí – Charlton Athletic

## Colombia
- Juan Pablo Ángel – Aston Villa (44)
- Faustino Asprilla – Newcastle United
- Radamel Falcao – Manchester United, Chelsea
- José Izquierdo – Brighton & Hove Albion
- Jefferson Lerma – Bournemouth
- Yerry Mina – Everton
- Hámilton Ricard – Middlesbrough
- Hugo Rodallega – Wigan Athletic, Fulham
- Davinson Sánchez – Tottenham Hotspur
- Jhon Viáfara – Portsmouth
- Juan Camilo Zúñiga – Watford

## Congo
- Christopher Samba – Blackburn Rovers (16)
- Thievy – West Bromwich Albion

## Costa Rica
- Joel Campbell – Arsenal
- Bryan Oviedo – Everton
- Bryan Ruiz – Fulham
- Paulo Wanchope – Derby County, West Ham United, Manchester City (50)

## Croatia
- Aljoša Asanović – Derby County
- Slaven Bilić – West Ham United
- Igor Bišćan – Liverpool
- Alen Bokšić – Middlesbrough

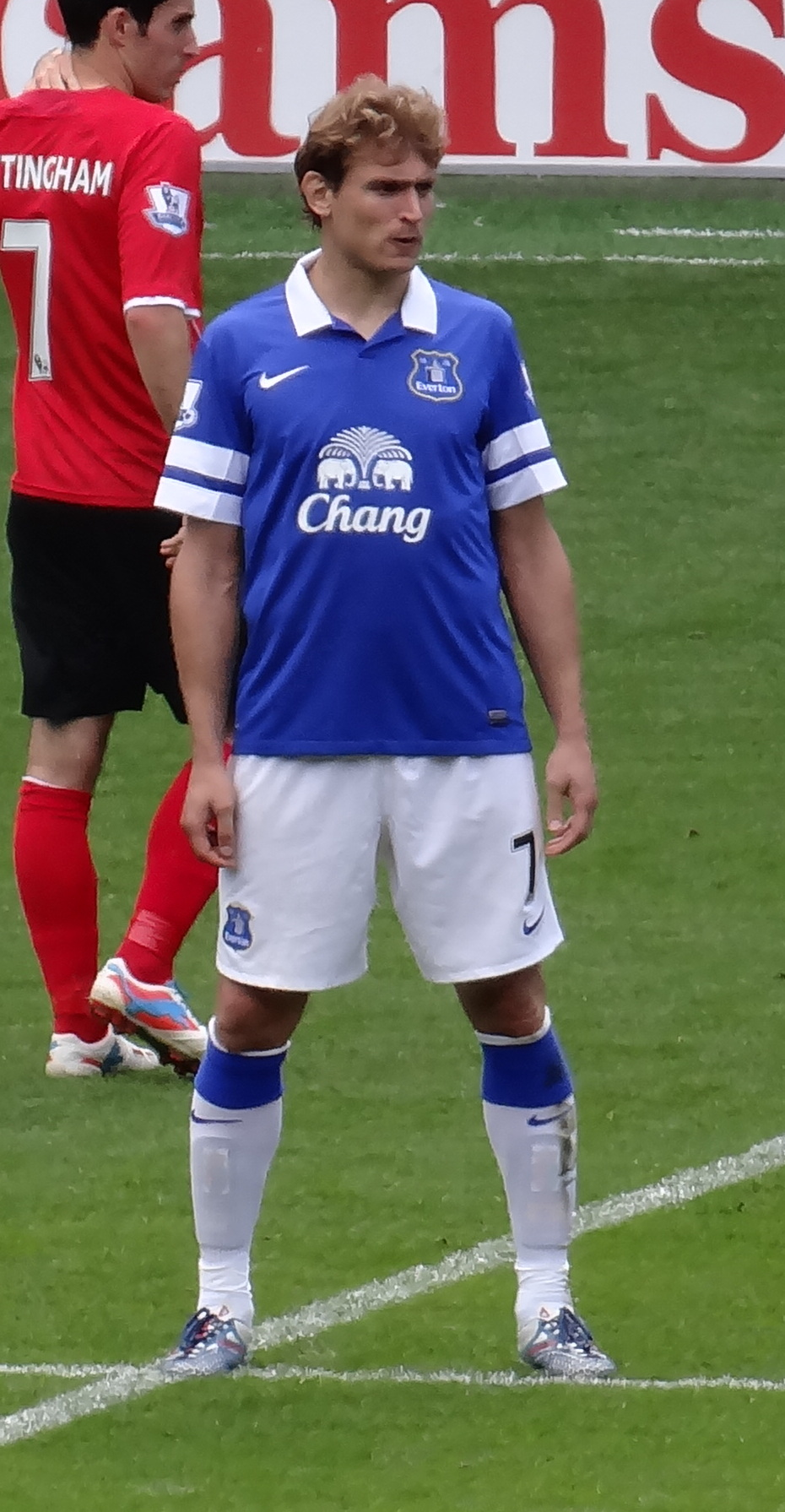
Nikica Jelavić là cầu thủ người Croatia ghi bàn nhiều nhất lịch sử Premier League với 29 bàn.

- Vedran Ćorluka – Manchester City, Tottenham Hotspur
- Eduardo – Arsenal
- Nikica Jelavić – Everton, Hull City, West Ham United (29)
- Nikola Kalinić – Blackburn Rovers
- Ivan Klasnić – Bolton Wanderers
- Mateo Kovačić – Chelsea
- Andrej Kramarić – Leicester City
- Niko Kranjčar – Portsmouth, Tottenham Hotspur
- Dejan Lovren – Southampton, Liverpool
- Luka Modrić – Tottenham Hotspur
- Ivica Mornar – Portsmouth
- Mladen Petrić – Fulham
- Mario Stanić – Chelsea
- Igor Štimac – Derby County, West Ham United
- Davor Šuker – Arsenal, West Ham United

## Cuba
- Onel Hernández – Norwich City (1)

## Curaçao
- Leandro Bacuna – Aston Villa (6)
- Cuco Martina – Southampton

## Cộng Hòa Séc
- Milan Baroš – Liverpool, Aston Villa
- Roman Bednář – West Bromwich Albion
- Patrik Berger – Liverpool, Portsmouth, Aston Villa (38)
- Jiří Jarošík – Birmingham City
- Libor Kozák – Aston Villa
- Marek Matějovský – Reading
- Karel Poborský – Manchester United
- Tomáš Rosický – Arsenal
- Vladimír Šmicer – Liverpool
- Matěj Vydra – West Bromwich Albion, Burnley
- Radoslav Kovac - West Ham United

## Đạn Mạch
- Daniel Agger – Liverpool

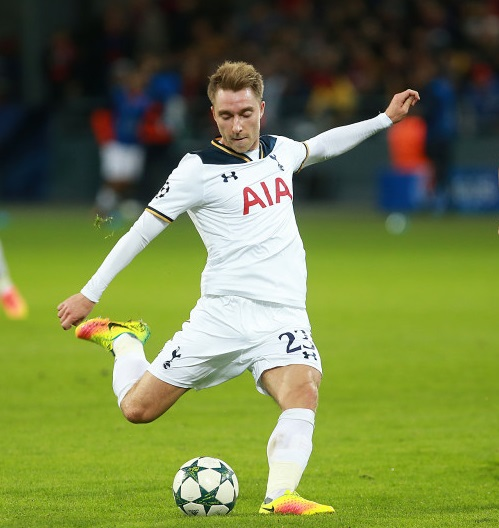
Christian Eriksen là cầu thủ người Đan Mạch ghi bàn nhiều nhất lịch sử Premier League.

- Martin Albrechtsen – West Bromwich Albion
- Mikkel Beck – Middlesbrough, Derby County
- Nicklas Bendtner – Arsenal, Sunderland
- Philip Billing – Huddersfield Town
- Ronnie Ekelund – Southampton
- Christian Eriksen – Tottenham Hotspur (51)
- Per Frandsen – Bolton Wanderers
- Thomas Gaardsøe – Ipswich Town
- Bjarne Goldbæk – Chelsea, Fulham
- Thomas Gravesen – Everton
- Jesper Grønkjær – Chelsea
- Bo Hansen – Bolton Wanderers
- Pierre-Emile Højbjerg – Southampton
- Claus Jensen – Charlton Athletic, Fulham
- John Jensen – Arsenal
- Niclas Jensen – Manchester City
- Michael Johansen – Bolton Wanderers
- Mathias Jørgensen – Huddersfield Town
- Jakob Kjeldbjerg – Chelsea
- Jacob Laursen – Derby County
- Martin Laursen – Aston Villa
- Jores Okore – Aston Villa
- Peter Løvenkrands – Newcastle United
- Jan Mølby – Liverpool
- Allan Nielsen – Tottenham Hotspur
- Henrik Pedersen – Bolton Wanderers
- Per Pedersen – Blackburn Rovers
- Marc Rieper – West Ham United
- Dennis Rommedahl – Charlton Athletic
- Peter Schmeichel – Aston Villa
- Claus Thomsen – Ipswich Town, Everton
- Jon Dahl Tomasson – Newcastle United
- Jannik Vestergaard – Southampton
- Kenneth Zohore – Cardiff City

## DR Congo
- Benik Afobe – Bournemouth
- Yannick Bolasie – Crystal Palace, Everton
- Giannelli Imbula – Stoke City
- Elias Kachunga – Huddersfield Town
- Gaël Kakuta – Fulham
- Lomana LuaLua – Newcastle United, Portsmouth (24)
- Dieumerci Mbokani – Norwich City
- Youssuf Mulumbu – West Bromwich Albion
- Michel Ngonge – Watford
- Shabani Nonda – Blackburn Rovers

## Ecuador
- Christian Benítez – Birmingham City
- Felipe Caicedo – Manchester City
- Ulises de la Cruz – Aston Villa, Reading
- Agustín Delgado – Southampton
- Antonio Valencia – Wigan Athletic, Manchester United (24)
- Enner Valencia – West Ham United, Everton

## Ai Cập

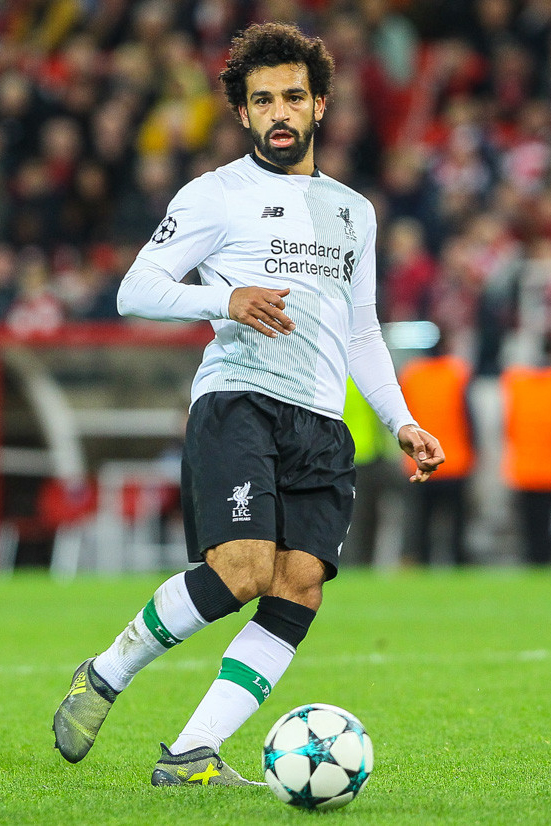
Mùa giải 2017–18, Mohamed Salah trở thành vua phá lưới với kỷ lục 32 bàn thắng.

- Ahmed Elmohamady – Sunderland, Hull City
- Hossam Ghaly – Tottenham Hotspur
- Ahmed Hegazi – West Bromwich Albion
- Mido – Tottenham Hotspur, Middlesbrough, Wigan Athletic
- Mohamed Salah – Chelsea, Liverpool (67)
- Ramadan Sobhi – Stoke City
- Trézéguet – Aston Villa
- Amr Zaki – Wigan Athletic

## Equatorial Guinea
- Pedro Obiang – West Ham United (3)

## Estonia
- Ragnar Klavan – Liverpool (1)

## Phần Lan
- Mikael Forssell – Chelsea, Birmingham City (34)
- Sami Hyypiä – Liverpool
- Jonatan Johansson – Charlton Athletic
- Joonas Kolkka – Crystal Palace
- Shefki Kuqi – Blackburn Rovers
- Jari Litmanen – Liverpool
- Mixu Paatelainen – Bolton Wanderers
- Teemu Pukki – Norwich City
- Aki Riihilahti – Crystal Palace
- Teemu Tainio – Tottenham Hotspur

## Pháp
- Samassi Abou – West Ham United

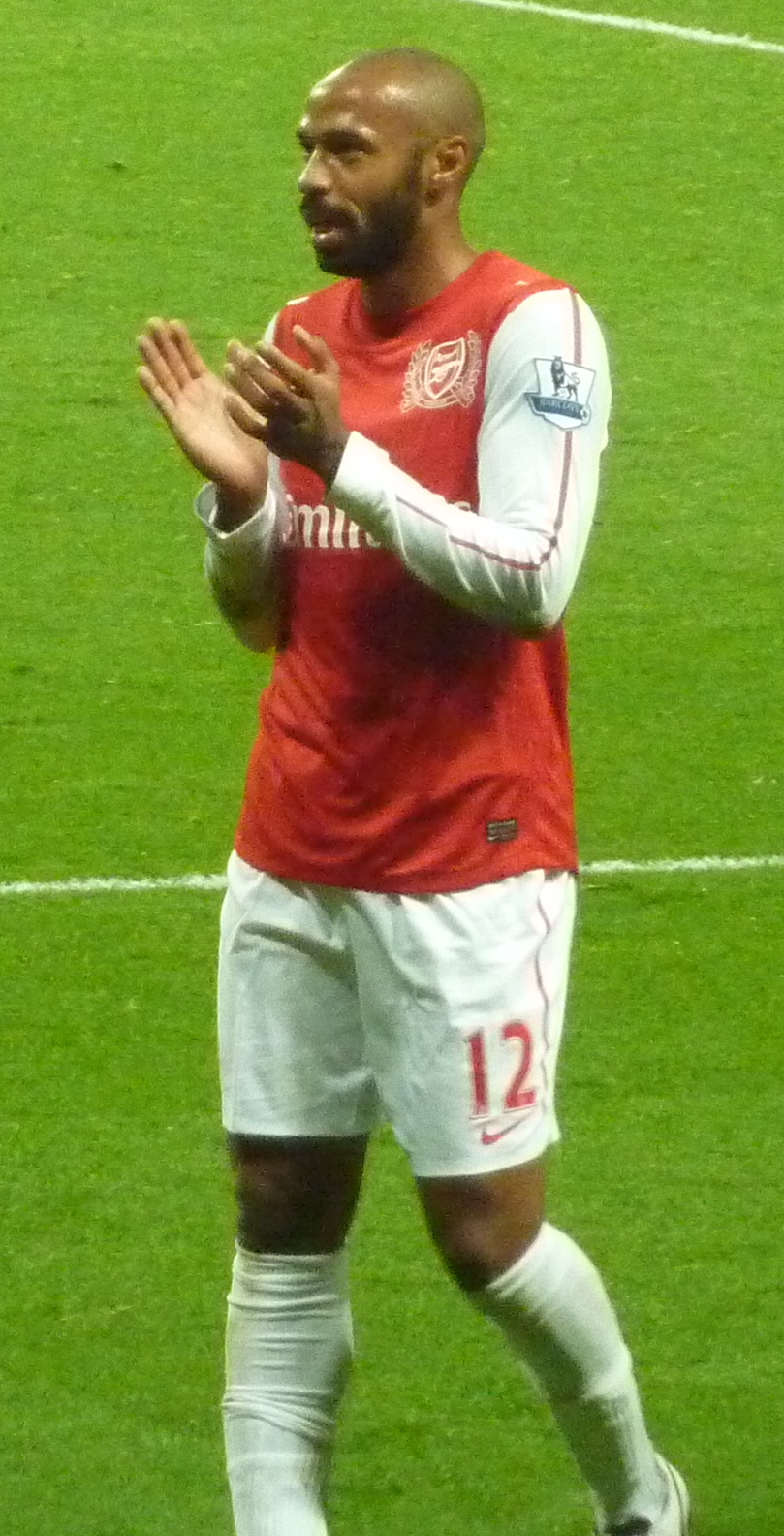
Thierry Henry đã ghi 175 bàn tại Premier League, tất cả đều cho Arsenal

- Morgan Amalfitano – West Bromwich Albion, West Ham United
- Jérémie Aliadière – Arsenal, West Ham United, Middlesbrough
- Nicolas Anelka – Arsenal, Liverpool, Manchester City, Bolton Wanderers, Chelsea, West Bromwich Albion
- Tiémoué Bakayoko – Chelsea
- David Bellion – Sunderland, Manchester United
- Hatem Ben Arfa – Newcastle United
- Olivier Bernard – Newcastle United
- Laurent Blanc – Manchester United
- Willy Boly – Wolverhampton Wanderers
- Thierry Bonalair – Nottingham Forest
- Yohan Cabaye – Newcastle United, Crystal Palace
- Rémy Cabella – Newcastle United
- Zoumana Camara – Leeds United
- Eric Cantona – Leeds United, Manchester United
- Étienne Capoue – Tottenham Hotspur, Watford
- Patrice Carteron – Sunderland
- Laurent Charvet – Chelsea, Newcastle United, Manchester City
- Bruno Cheyrou – Liverpool
- Pascal Chimbonda – Wigan Athletic, Tottenham Hotspur, Blackburn Rovers
- Philippe Christanval – Fulham
- Djibril Cissé – Liverpool, Sunderland, Queens Park Rangers
- Édouard Cissé – West Ham United
- Gaël Clichy – Arsenal, Manchester City
- Patrick Colleter – Southampton
- Pascal Cygan – Arsenal
- Olivier Dacourt – Everton, Leeds United
- Stéphane Dalmat – Tottenham Hotspur
- Jean-Claude Darcheville – Nottingham Forest
- Mathieu Debuchy – Newcastle United, Arsenal
- Marcel Desailly – Chelsea
- Abou Diaby – Arsenal
- Lassana Diarra – Portsmouth
- Lucas Digne – Everton
- Issa Diop – West Ham United
- Sylvain Distin – Everton, Manchester City, Newcastle United
- Martin Djetou – Fulham
- Youri Djorkaeff – Bolton Wanderers
- Didier Domi – Newcastle United
- Abdoulaye Doucouré – Watford
- Christophe Dugarry – Birmingham City
- Patrice Evra – Manchester United
- Julien Faubert – West Ham United
- Fabrice Fernandes – Southampton
- Mathieu Flamini – Arsenal
- Marc-Antoine Fortuné – West Bromwich Albion
- William Gallas – Chelsea, Arsenal, Tottenham Hotspur
- David Ginola – Newcastle United, Tottenham Hotspur, Aston Villa
- Olivier Giroud – Arsenal, Chelsea
- Gaël Givet – Blackburn Rovers
- Alain Goma – Newcastle United
- Bafétimbi Gomis – Swansea City
- Yoan Gouffran – Newcastle United
- Elliot Grandin – Blackpool
- Xavier Gravelaine – Watford
- Léandre Griffit – Southampton
- Gilles Grimandi – Arsenal
- Stéphane Guivarc'h – Newcastle United
- Sébastien Haller – West Ham United
- Thierry Henry – Arsenal (175)
- Younès Kaboul – Tottenham Hotspur, Portsmouth, Watford
- Aboubakar Kamara – Fulham
- N'Golo Kanté – Leicester City, Chelsea
- Olivier Kapo – Birmingham City, Wigan Athletic
- Christian Karembeu – Middlesbrough
- Anthony Knockaert – Brighton & Hove Albion
- Laurent Koscielny – Arsenal
- Alexandre Lacazette – Arsenal
- Bernard Lambourde – Chelsea
- Aymeric Laporte – Manchester City
- Anthony Le Tallec – Sunderland
- Frank Leboeuf – Chelsea
- Sylvain Legwinski – Fulham
- Florian Lejeune – Newcastle United
- Mickaël Madar – Everton
- Claude Makélélé – Chelsea
- Steed Malbranque – Fulham, Tottenham Hotspur, Sunderland
- Florent Malouda – Chelsea
- Steve Marlet – Fulham
- Anthony Martial – Manchester United
- Sylvain Marveaux – Newcastle United
- Neal Maupay – Brighton & Hove Albion
- Youl Mawéné – Derby County
- Bernard Mendy – Hull City
- Lys Mousset – Bournemouth, Sheffield United
- Steven Mouyokolo – Hull City
- Yann M'Vila – Sunderland
- Lilian Nalis – Leicester City
- Samir Nasri – Arsenal, Manchester City
- Tanguy Ndombele – Tottenham Hotspur
- David N'Gog – Liverpool, Bolton Wanderers
- Bruno N'Gotty – Bolton Wanderers
- Charles N'Zogbia – Newcastle United, Wigan Athletic, Aston Villa
- Steven Nzonzi – Blackburn Rovers, Stoke City
- Gabriel Obertan – Newcastle United
- Noé Pamarot – Tottenham Hotspur, Portsmouth
- Dimitri Payet – West Ham United
- Sébastien Pérez – Blackburn Rovers
- Emmanuel Petit – Arsenal, Chelsea
- Frédéric Piquionne – Portsmouth, West Ham United
- Robert Pires – Arsenal
- Paul Pogba – Manchester United
- Sébastien Puygrenier – Bolton Wanderers
- Franck Queudrue – Middlesbrough, Fulham
- Loïc Rémy – Queens Park Rangers, Newcastle United, Chelsea
- Laurent Robert – Newcastle United, Portsmouth
- Bacary Sagna – Arsenal
- Louis Saha – Newcastle United, Fulham, Manchester United, Everton, Tottenham Hotspur
- Allan Saint-Maximin – Newcastle United
- Mamadou Sakho – Liverpool, Crystal Palace
- Sébastien Schemmel – West Ham United
- Morgan Schneiderlin – Southampton, Manchester United, Everton
- Antoine Sibierski – Manchester City, Newcastle United, Wigan Athletic
- Mikaël Silvestre – Manchester United, Arsenal
- Florent Sinama Pongolle – Liverpool, Blackburn Rovers
- Moussa Sissoko – Newcastle United, Tottenham Hotspur
- David Sommeil – Manchester City
- Sébastien Squillaci – Arsenal
- Patrick Vieira – Arsenal, Manchester City
- Sylvain Wiltord – Arsenal
- Kurt Zouma – Chelsea, Stoke City, Everton
- Ronald Zubar – Wolverhampton Wanderers

## Gabon
- Pierre-Emerick Aubameyang – Arsenal (46)
- Daniel Cousin – Hull City
- Mario Lemina – Southampton
- Didier Ndong – Sunderland

## Gambia
- Modou Barrow – Swansea City (1)

## Georgia
- Mikhail Kavelashvili – Manchester City
- Temuri Ketsbaia – Newcastle United (8)
- Zurab Khizanishvili – Blackburn Rovers
- Georgi Kinkladze – Manchester City, Derby County

## Đức
- Markus Babbel – Liverpool, Blackburn Rovers
- Michael Ballack – Chelsea
- Stefan Beinlich – Aston Villa
- Fredi Bobic – Bolton Wanderers
- Emre Can – Liverpool
- Maurizio Gaudino – Manchester City
- Serge Gnabry – Arsenal
- Pascal Groß – Brighton & Hove Albion
- İlkay Gündoğan – Manchester City
- Dietmar Hamann – Newcastle United, Liverpool, Manchester City
- Thomas Hitzlsperger – Aston Villa, West Ham United, Everton
- Lewis Holtby – Tottenham Hotspur, Fulham
- Robert Huth – Middlesbrough, Stoke City, Leicester City
- Steffen Karl – Manchester City
- Jürgen Klinsmann – Tottenham Hotspur
- Stefan Malz – Arsenal
- Marko Marin – Chelsea
- Per Mertesacker – Arsenal
- Max Meyer – Crystal Palace
- Shkodran Mustafi – Arsenal
- Mesut Özil – Arsenal (32)
- Lukas Podolski – Arsenal
- Karl-Heinz Riedle – Liverpool
- Uwe Rösler – Manchester City
- Antonio Rüdiger – Chelsea
- Leroy Sané – Manchester City
- Christopher Schindler – Huddersfield Town
- Stefan Schnoor – Derby County
- André Schürrle – Chelsea, Fulham
- Bastian Schweinsteiger – Manchester United
- Dennis Srbeny – Norwich City
- Michael Tarnat – Manchester City
- Moritz Volz – Fulham
- Christian Ziege – Middlesbrough, Liverpool, Tottenham Hotspur

## Ghana
- Daniel Amartey – Leicester City
- Christian Atsu – Newcastle United
- André Ayew – Swansea City, West Ham United
- Jordan Ayew – Aston Villa, Swansea City, Crystal Palace
- Kevin-Prince Boateng – Portsmouth
- Michael Essien – Chelsea
- Asamoah Gyan – Sunderland
- John Mensah – Sunderland
- Sulley Muntari – Portsmouth
- Alex Nyarko – Everton
- Jeffrey Schlupp – Leicester City, Crystal Palace
- Tony Yeboah – Leeds United (24)

## Gibraltar
- Danny Higginbotham – Derby County, Southampton, Sunderland, Stoke City (9)

## Hy Lạp
- Nikos Dabizas – Newcastle United
- Giorgos Donis – Blackburn Rovers
- Stelios Giannakopoulos – Bolton Wanderers (20)
- José Holebas – Watford
- Giorgos Karagounis – Fulham
- Sotirios Kyrgiakos – Liverpool
- Sokratis Papastathopoulos – Arsenal
- Georgios Samaras – Manchester City
- Apostolos Vellios – Everton
- Theodoros Zagorakis – Leicester City

## Grenada
- Delroy Facey – Bolton Wanderers
- Jason Roberts – West Bromwich Albion, Portsmouth, Wigan Athletic, Blackburn Rovers (36)

## Guinea
- Titi Camara – Liverpool (9)
- Naby Keïta – Liverpool
- Kamil Zayatte – Hull City

## Guyana
- Carl Cort – Wimbledon, Newcastle United, Wolverhampton Wanderers (28)

## Honduras
- Roger Espinoza – Wigan Athletic
- Maynor Figueroa – Wigan Athletic (4)
- Wilson Palacios – Tottenham Hotspur

## Hungary
- Ákos Buzsáky – Queens Park Rangers
- Zoltán Gera – West Bromwich Albion, Fulham (17)
- Tamás Priskin – Watford

## Iceland
- Guðni Bergsson – Tottenham Hotspur, Bolton Wanderers
- Eiður Guðjohnsen – Chelsea, Tottenham Hotspur
- Joey Guðjónsson – Aston Villa
- Þórður Guðjónsson – Derby County
- Jóhann Berg Guðmundsson  – Burnley
- Aron Gunnarsson – Cardiff City
- Brynjar Gunnarsson – Reading
- Arnar Gunnlaugsson – Leicester City
- Heiðar Helguson – Watford, Fulham, Bolton Wanderers, Queens Park Rangers
- Hermann Hreiðarsson – Crystal Palace, Wimbledon, Ipswich Town, Charlton Athletic, Portsmouth
- Ívar Ingimarsson – Reading
- Þorvaldur Örlygsson – Nottingham Forest
- Gylfi Sigurðsson – Swansea City, Tottenham Hotspur, Everton (60)
- Grétar Steinsson – Bolton Wanderers

## Iran
- Ashkan Dejagah – Fulham (5)
- Alireza Jahanbakhsh – Brighton & Hove Albion
- Andranik Teymourian – Bolton Wanderers

## Israel
- Walid Badir – Wimbledon
- Yossi Benayoun – West Ham United, Liverpool, Chelsea, Arsenal (31)
- Tal Ben Haim – Bolton Wanderers
- Eyal Berkovic – Southampton, West Ham United, Manchester City, Portsmouth
- Tamir Cohen – Bolton Wanderers
- Tomer Hemed – Brighton & Hove Albion
- Beram Kayal – Brighton & Hove Albion
- Avi Nimni – Derby County
- Ronny Rosenthal – Liverpool, Tottenham Hotspur
- Itay Shechter – Swansea City
- Idan Tal – Everton

## Ý
- Lorenzo Amoruso – Blackburn Rovers
- Alberto Aquilani – Liverpool
- Dino Baggio – Blackburn Rovers
- Francesco Baiano – Derby County

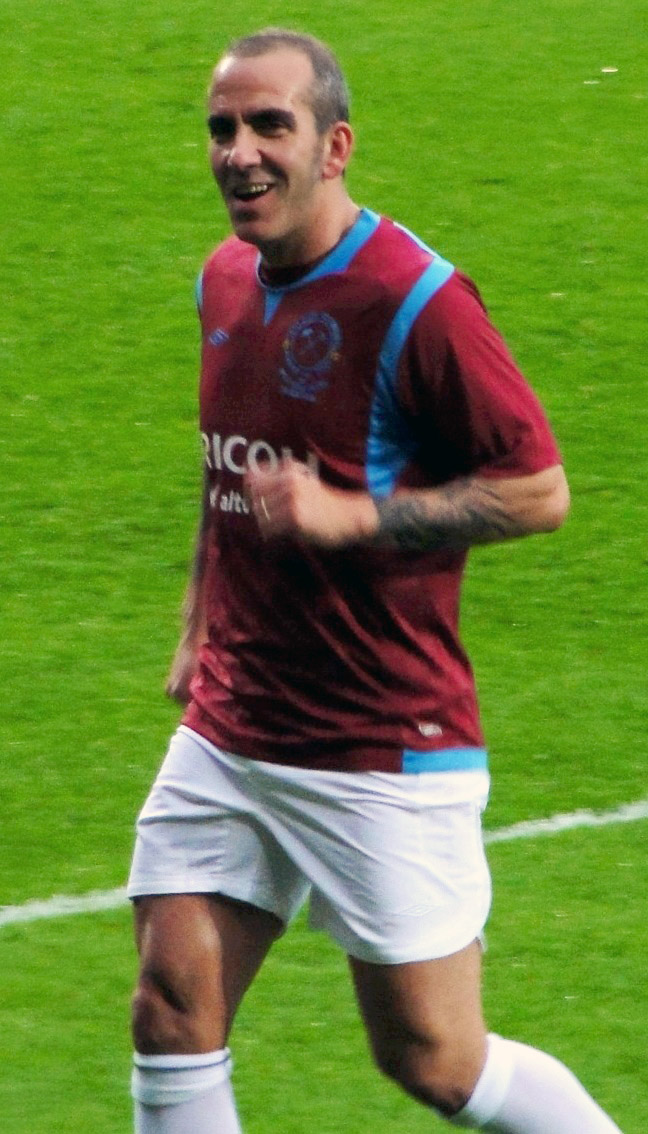
Paolo Di Canio là cầu thủ người Italia ghi bàn nhiều nhất lịch sử Premier League

- Mario Balotelli – Manchester City, Liverpool
- Nicola Berti – Tottenham Hotspur
- Rolando Bianchi – Manchester City
- Fabio Borini – Liverpool, Sunderland
- Marco Branca – Middlesbrough
- Benito Carbone – Sheffield Wednesday, Aston Villa, Bradford City, Derby County, Middlesbrough
- Pierluigi Casiraghi – Chelsea
- Bernardo Corradi – Manchester City
- Patrick Cutrone – Wolverhampton Wanderers
- Samuele Dalla Bona – Chelsea
- Matteo Darmian – Manchester United
- Paolo Di Canio – Sheffield Wednesday, West Ham United, Charlton Athletic (66)
- Roberto Di Matteo – Chelsea
- David Di Michele – West Ham United
- Alessandro Diamanti – West Ham United
- Andrea Dossena – Liverpool
- Stefano Eranio – Derby County
- Gianluca Festa – Middlesbrough
- Manolo Gabbiadini – Southampton
- Emanuele Giaccherini – Sunderland
- Corrado Grabbi – Blackburn Rovers
- Jorginho – Chelsea
- Moise Kean – Everton
- Attilio Lombardo – Crystal Palace
- Massimo Maccarone – Middlesbrough
- Federico Macheda – Manchester United
- Dario Marcolin – Blackburn Rovers
- Marco Materazzi – Everton
- Vincenzo Montella – Fulham
- Angelo Ogbonna – West Ham United
- Stefano Okaka – Fulham, Watford
- Dani Osvaldo – Southampton
- Alberto Paloschi – Swansea City
- Graziano Pellè – Southampton
- Alessandro Pistone – Newcastle United, Everton
- Andrea Ranocchia – Hull City
- Fabrizio Ravanelli – Middlesbrough, Derby County
- Giuseppe Rossi – Manchester United
- Francesco Sanetti – Sheffield Wednesday
- Davide Santon – Newcastle United
- Nicola Ventola – Crystal Palace
- Gianluca Vialli – Chelsea
- Davide Zappacosta – Chelsea
- Gianfranco Zola – Chelsea

## Bờ Biển Ngà
- Serge Aurier – Tottenham Hotspur
- Eric Bailly – Manchester United
- Ibrahima Bakayoko – Everton
- Sol Bamba – Cardiff City

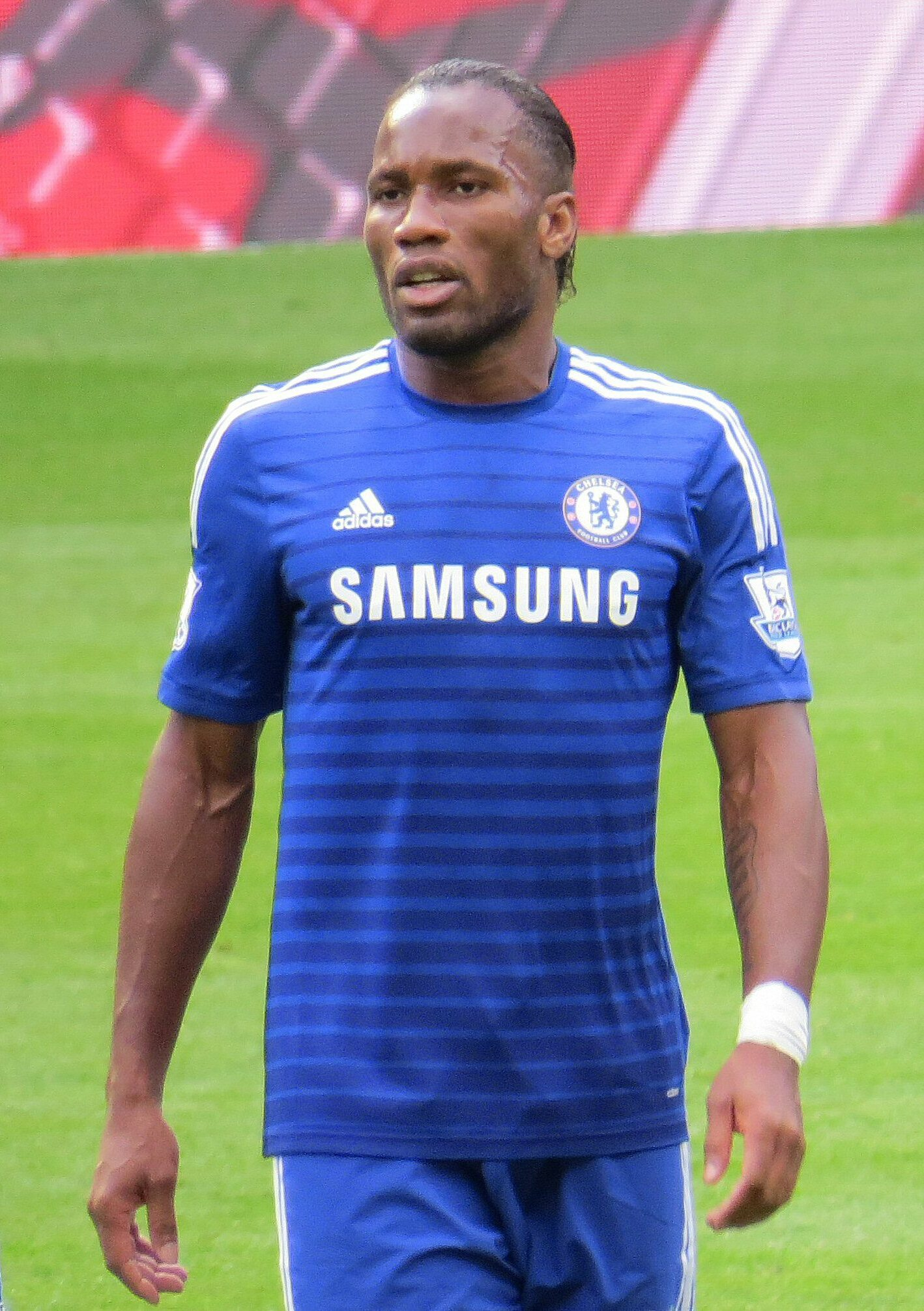
Didier Drogba đã ghi 104 bàn thắng tại Premier League, tất cả đều cho Chelsea, một kỷ lục đối với một cầu thủ châu Phi.

- Wilfried Bony – Swansea City, Manchester City, Stoke City
- Guy Demel – West Ham United
- Aruna Dindane – Portsmouth
- Didier Drogba – Chelsea (104)
- Emmanuel Eboué – Arsenal
- Gervinho – Arsenal
- Steve Gohouri – Wigan Athletic
- Max Gradel – Bournemouth
- Salomon Kalou – Chelsea
- Arouna Koné – Wigan Athletic, Everton
- Lamine Koné – Sunderland
- Nicolas Pépé – Arsenal
- Yannick Sagbo – Hull City
- Jean Michaël Seri – Fulham
- Cheick Tioté – Newcastle United
- Kolo Touré – Arsenal, Manchester City, Liverpool
- Yaya Touré – Manchester City
- Wilfried Zaha – Crystal Palace

## Jamaica
- Giles Barnes – Derby County
- Jermaine Beckford – Everton
- Trevor Benjamin – Leicester City
- Deon Burton – Derby County
- Robbie Earle – Wimbledon
- Jason Euell – Wimbledon, Charlton Athletic (56)
- Ricardo Fuller – Portsmouth, Stoke City
- Ricardo Gardner – Bolton Wanderers
- Marcus Gayle – Wimbledon
- Lewis Grabban – Norwich City
- Barry Hayles – Fulham
- Micah Hyde – Watford
- Marlon King – Watford, Wigan Athletic, Hull City, Middlesbrough
- Jamie Lawrence – Leicester City, Bradford City
- Kevin Lisbie – Charlton Athletic
- Adrian Mariappa – Reading, Crystal Palace
- Darren Moore – West Bromwich Albion
- Wes Morgan – Leicester City
- Ravel Morrison – West Ham United
- Darryl Powell – Derby County
- Bobby Reid – Cardiff City
- Marvin Robinson – Derby County
- Fitzroy Simpson – Manchester City
- Frank Sinclair – Chelsea, Leicester City

## Nhật Bản
- Junichi Inamoto – Fulham
- Shinji Kagawa – Manchester United
- Yoshinori Muto – Newcastle United
- Hidetoshi Nakata – Bolton Wanderers
- Shinji Okazaki – Leicester City (14)
- Maya Yoshida – Southampton

## Kenya
- Victor Wanyama – Southampton, Tottenham Hotspur (10)

## Hàn Quốc
- Ji Dong-won – Sunderland
- Ki Sung-yueng – Swansea City, Sunderland
- Kim Bo-kyung – Cardiff City
- Lee Chung-yong – Bolton Wanderers, Crystal Palace
- Park Ji-sung – Manchester United
- Seol Ki-hyeon – Reading, Fulham
- Son Heung-min – Tottenham Hotspur (47)

## Latvia
- Kaspars Gorkšs – Reading
- Marians Pahars – Southampton (42)

## Liberia
- George Weah – Chelsea, Manchester City (4)
- Christopher Wreh – Arsenal

## Mali
- Kalifa Cissé – Reading
- Samba Diakité – Queens Park Rangers
- Mahamadou Diarra – Fulham
- Moussa Djenepo – Southampton
- Frédéric Kanouté – West Ham United, Tottenham Hotspur (43)
- Jimmy Kébé – Reading
- Modibo Maïga – West Ham United
- Bakary Sako – Crystal Palace
- Mamady Sidibé – Stoke City
- Mohamed Sissoko – Liverpool
- Molla Wagué – Watford

## Mexico
- Jared Borgetti – Bolton Wanderers
- Guillermo Franco – West Ham United
- Javier Hernández – Manchester United, West Ham United (53)
- Raúl Jiménez – Wolverhampton Wanderers
- Miguel Layún – Watford
- Carlos Vela – Arsenal, West Bromwich Albion

## Montenegro
- Stevan Jovetić – Manchester City (8)
- Stefan Savić – Manchester City
- Simon Vukčević – Blackburn Rovers

## Montserrat
- Bruce Dyer – Crystal Palace
- Ruel Fox – Norwich City, Newcastle United, Tottenham Hotspur (36)

## Morocco
- Oussama Assaidi – Stoke City
- Sofiane Boufal – Southampton
- Marouane Chamakh – Arsenal, Crystal Palace
- Youssef Chippo – Coventry City
- Manuel da Costa – West Ham United
- Karim El Ahmadi – Aston Villa
- Talal El Karkouri – Charlton Athletic
- Tahar El Khalej – Southampton
- Nabil El Zhar – Liverpool
- Mustapha Hadji – Coventry City, Aston Villa
- Hassan Kachloul – Southampton, Aston Villa (16)
- Noureddine Naybet – Tottenham Hotspur
- Youssef Safri – Norwich City
- Romain Saïss – Wolverhampton Wanderers
- Adel Taarabt – Queens Park Rangers

## Hà Lan

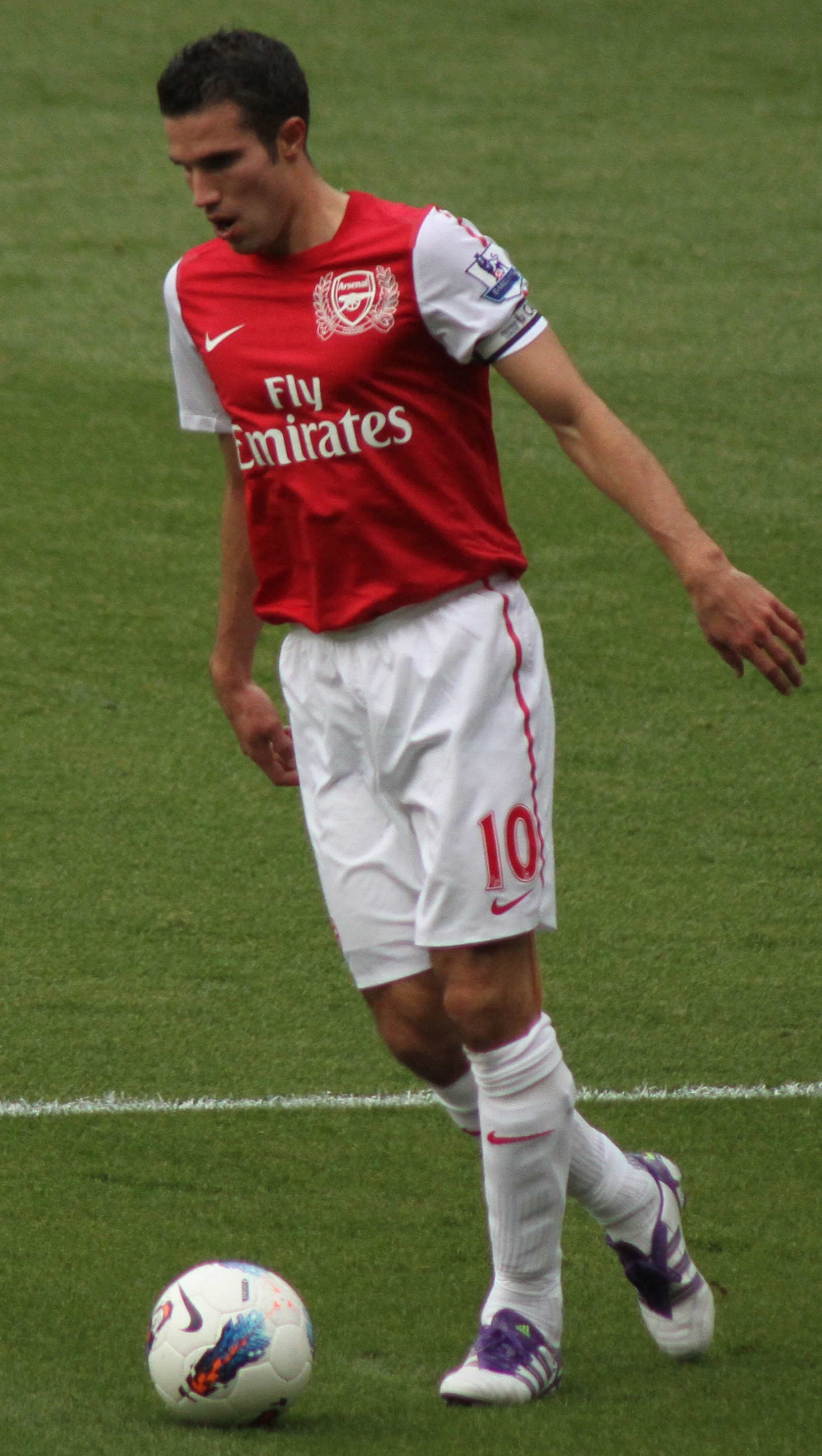
Robin van Persie là cầu thủ người Hà Lan ghi nhiều bàn thắng nhất Premier League với 144 pha lập công.

- Patrick van Aanholt – Sunderland, Crystal Palace
- Ibrahim Afellay – Stoke City
- Nathan Aké – Watford, Bournemouth
- Vurnon Anita – Newcastle United
- Ryan Babel – Liverpool, Fulham
- Juninho Bacuna – Huddersfield Town
- Dennis Bergkamp – Arsenal
- Daley Blind – Manchester United
- Regi Blinker – Sheffield Wednesday
- George Boateng – Coventry City, Aston Villa, Middlesbrough, Hull City
- Jeroen Boere – West Ham United
- Paul Bosvelt – Manchester City
- Wilfred Bouma – Aston Villa
- Giovanni van Bronckhorst – Arsenal
- Alexander Büttner – Manchester United
- Jordy Clasie – Southampton
- Jordi Cruyff – Manchester United
- Chris David – Fulham
- Edgar Davids – Tottenham Hotspur
- Memphis Depay – Manchester United
- Virgil van Dijk – Southampton, Liverpool
- Royston Drenthe – Everton
- Anwar El Ghazi – Aston Villa
- Marvin Emnes – Swansea City
- Leroy Fer – Norwich City, Queens Park Rangers, Swansea City
- Fabian de Freitas – Bolton Wanderers
- Ulrich van Gobbel – Southampton
- Ruud Gullit – Chelsea
- Jonathan de Guzmán – Swansea City
- Jimmy Floyd Hasselbaink – Leeds United, Chelsea, Middlesbrough, Charlton Athletic
- John Heitinga – Everton, Fulham
- Glenn Helder – Arsenal
- Pierre van Hooijdonk – Nottingham Forest
- Mike van der Hoorn – Swansea City
- Daryl Janmaat – Newcastle United, Watford
- Vincent Janssen – Tottenham Hotspur
- Collins John – Fulham
- Luuk de Jong – Newcastle United
- Nigel de Jong – Manchester City
- Siem de Jong – Newcastle United
- Wim Jonk – Sheffield Wednesday
- Patrick Kluivert – Newcastle United
- Terence Kongolo – Huddersfield Town
- Willem Korsten – Leeds United, Tottenham Hotspur
- Dirk Kuyt – Liverpool
- Robin van der Laan – Derby County
- Denny Landzaat – Wigan Athletic
- Rajiv van La Parra – Huddersfield Town
- Jeremain Lens – Sunderland
- Jürgen Locadia – Brighton & Hove Albion
- Bruno Martins Indi – Stoke City
- Mario Melchiot – Chelsea, Birmingham City
- Robert Molenaar – Leeds United, Bradford City
- Ken Monkou – Southampton
- Kiki Musampa – Manchester City
- Luciano Narsingh – Swansea City
- Luc Nijholt – Swindon Town
- Ruud van Nistelrooy – Manchester United
- André Ooijer – Blackburn Rovers
- Marc Overmars – Arsenal
- Robin van Persie – Arsenal, Manchester United (144)
- Erik Pieters – Stoke City
- Davy Pröpper – Brighton & Hove Albion
- Michael Reiziger – Middlesbrough
- Martijn Reuser – Ipswich Town
- Arjen Robben – Chelsea
- Marten de Roon – Middlesbrough
- Bryan Roy – Nottingham Forest
- Gerald Sibon – Sheffield Wednesday
- Richard Sneekes – Bolton Wanderers
- Jaap Stam – Manchester United
- Ronnie Stam – Wigan Athletic
- Dwight Tiendalli – Swansea City
- Orlando Trustfull – Sheffield Wednesday
- Rafael van der Vaart – Tottenham Hotspur
- Jan Vennegoor of Hesselink – Hull City
- Ron Vlaar – Aston Villa
- Michel Vonk – Manchester City
- Gerard Wiekens – Manchester City
- Georginio Wijnaldum – Newcastle United, Liverpool
- Clyde Wijnhard – Leeds United
- Jetro Willems – Newcastle United
- Ron Willems – Derby County
- Fabian Wilnis – Ipswich Town
- Ricky van Wolfswinkel – Norwich City
- Nordin Wooter – Watford
- Arjan de Zeeuw – Portsmouth
- Boudewijn Zenden – Chelsea, Middlesbrough, Liverpool, Sunderland

## New Zealand
- Ryan Nelsen – Blackburn Rovers, Queens Park Rangers
- Winston Reid – West Ham United
- Chris Wood – Leicester City, Burnley (31)

## Nigeria
- Ade Akinbiyi – Leicester City
- Sammy Ameobi – Newcastle United
- Shola Ameobi – Newcastle United
- Daniel Amokachi – Everton
- Victor Anichebe – Everton, West Bromwich Albion, Sunderland
- Sone Aluko – Hull City
- Celestine Babayaro – Chelsea, Newcastle United
- Leon Balogun – Brighton & Hove Albion
- Efan Ekoku – Norwich City, Wimbledon
- Dickson Etuhu – Sunderland, Fulham
- Finidi George – Ipswich Town
- Brown Ideye – West Bromwich Albion
- Kelechi Iheanacho – Manchester City, Leicester City
- Odion Ighalo – Watford
- Alex Iwobi – Arsenal, Everton
- Nwankwo Kanu – Arsenal, West Bromwich Albion, Portsmouth
- Obafemi Martins – Newcastle United
- John Obi Mikel – Chelsea
- Victor Moses – Wigan Athletic, Chelsea, Liverpool, Stoke City, West Ham United
- Ahmed Musa – Leicester City
- Wilfred Ndidi – Leicester City
- Victor Obinna – West Ham United
- Peter Odemwingie – West Bromwich Albion, Cardiff City, Stoke City
- Jay-Jay Okocha – Bolton Wanderers
- Seyi Olofinjana – Stoke City, Hull City
- Danny Shittu – Watford
- Isaac Success – Watford
- Taye Taiwo – Queens Park Rangers
- John Utaka – Portsmouth
- Yakubu – Portsmouth, Middlesbrough, Everton, Blackburn Rovers (95)
- Joseph Yobo – Everton

## Bắc Macedonia
- Gjorgji Hristov – Barnsley (4)

## Na Uy
- Martin Andresen – Wimbledon
- Eirik Bakke – Leeds United
- Henning Berg – Blackburn Rovers, Manchester United
- Stig Inge Bjørnebye – Liverpool, Blackburn Rovers
- Lars Bohinen – Nottingham Forest, Blackburn Rovers, Derby County
- Daniel Braaten – Bolton Wanderers
- John Carew – Aston Villa, Stoke City
- Mats Møller Dæhli – Cardiff City
- Adama Diomande – Hull City
- Jan Åge Fjørtoft – Swindon Town, Middlesbrough, Barnsley
- Jostein Flo – Sheffield United
- Tore André Flo – Chelsea, Sunderland
- Alf-Inge Håland – Nottingham Forest, Leeds United, Manchester City
- Gunnar Halle – Oldham Athletic, Leeds United
- Brede Hangeland – Fulham, Crystal Palace
- Vegard Heggem – Liverpool
- Jon Olav Hjelde – Nottingham Forest
- Steffen Iversen – Tottenham Hotspur, Wolverhampton Wanderers
- Erland Johnsen – Chelsea
- Ronny Johnsen – Manchester United, Aston Villa
- Azar Karadas – Portsmouth
- Joshua King – Bournemouth
- Øyvind Leonhardsen – Wimbledon, Liverpool, Tottenham Hotspur, Aston Villa
- Andreas Lund – Wimbledon
- Claus Lundekvam – Southampton
- Erik Nevland – Fulham
- Egil Østenstad – Southampton, Blackburn Rovers
- Morten Gamst Pedersen – Blackburn Rovers
- John Arne Riise – Liverpool, Fulham
- Petter Rudi – Sheffield Wednesday
- Ståle Solbakken – Wimbledon
- Ole Gunnar Solskjær – Manchester United (91)
- Trond Egil Soltvedt – Coventry City, Southampton
- Frank Strandli – Leeds United
- Jo Tessem – Southampton
- Alexander Tettey – Norwich City

## Paraguay
- Antolín Alcaraz – Wigan Athletic
- Miguel Almirón – Newcastle United
- Fabián Balbuena – West Ham United
- Diego Gavilán – Newcastle United
- Cristian Riveros – Sunderland
- Roque Santa Cruz – Blackburn Rovers, Manchester City (26)

## Peru
- André Carrillo – Watford
- Claudio Pizarro – Chelsea
- Nolberto Solano – Newcastle United, Aston Villa, West Ham United (49)
- Ysrael Zúñiga – Coventry City

## Ba Lan
- Jan Bednarek – Southampton (2)
- Robert Warzycha – Everton
- Marcin Wasilewski – Leicester City

## Bồ Đào Nha

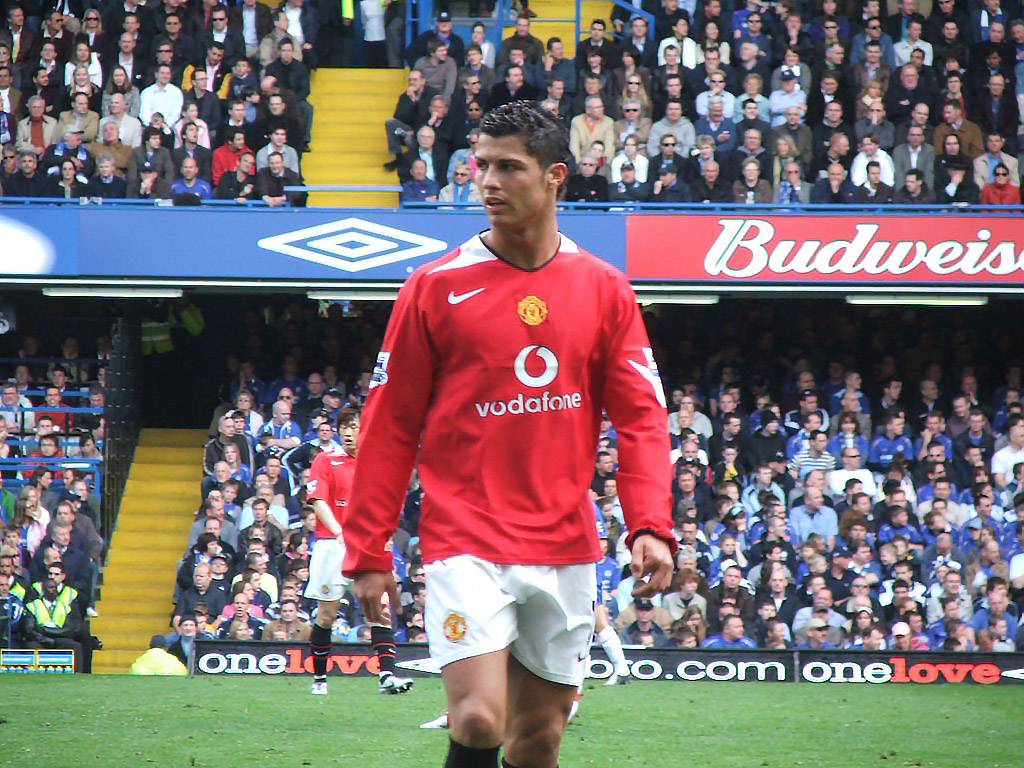
Cristiano Ronaldo đã có 84 pha lập công tại Premier League cho Manchester United, kỷ lục đối với một cầu thủ quốc tịch Bồ Đào Nha

- Luís Boa Morte – Southampton, Fulham, West Ham United
- José Bosingwa – Chelsea
- Ricardo Carvalho – Chelsea
- Ivan Cavaleiro – Wolverhampton Wanderers
- Cédric – Southampton
- Hélder Costa – Wolverhampton Wanderers
- Dani – West Ham United
- Deco – Chelsea
- José Dominguez – Tottenham Hotspur
- Manuel Fernandes – Everton
- José Fonte – Southampton
- André Gomes – Everton
- Hélder – Newcastle United
- João Mário – West Ham United
- Diogo Jota – Wolverhampton Wanderers
- Raul Meireles – Liverpool, Chelsea
- Pedro Mendes – Tottenham Hotspur, Portsmouth
- João Moutinho – Wolverhampton Wanderers
- Nani – Manchester United
- Pedro Neto – Wolverhampton Wanderers
- Rúben Neves – Wolverhampton Wanderers
- Nélson Oliveira – Swansea City
- Ricardo Pereira – Leicester City
- Hugo Porfírio – West Ham United, Nottingham Forest
- Hélder Postiga – Tottenham Hotspur
- Domingos Quina – Watford
- Bruno Ribeiro – Leeds United
- Cristiano Ronaldo – Manchester United (84)
- Orlando Sá – Fulham
- Bernardo Silva – Manchester City
- Tiago – Chelsea
- Ricardo Vaz Tê – Bolton Wanderers, West Ham United
- Hugo Viana – Newcastle United
- Abel Xavier – Liverpool, Middlesbrough

## Cộng Hòa Ireland

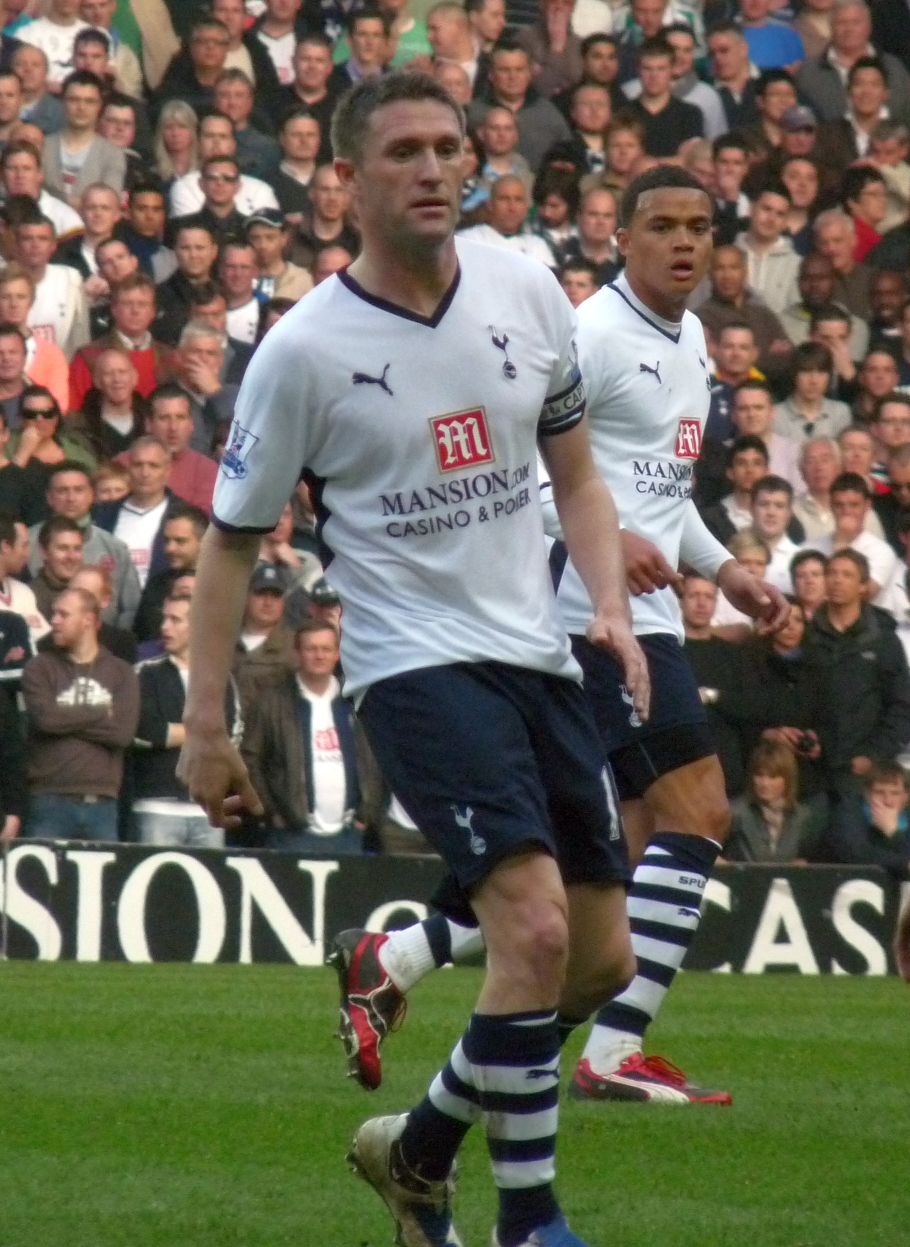
Với 126 bàn thắng, Robbie Keane là cầu thủ mang quốc tịch Cộng Hòa Ireland ghi nhiều bàn thắng nhất Premier League

- Keith Andrews – Blackburn Rovers, West Bromwich Albion
- Harry Arter – Bournemouth
- Phil Babb – Liverpool
- Leon Best – Newcastle United
- Robbie Brady – Hull City, Norwich City, Burnley
- Gary Breen – Coventry City, Sunderland
- Paul Butler – Sunderland, Wolverhampton Wanderers
- Stephen Carr – Tottenham Hotspur, Newcastle United
- Lee Carsley – Derby County, Coventry City, Everton
- Tony Cascarino – Chelsea
- Ciaran Clark – Aston Villa, Newcastle United
- Séamus Coleman – Everton
- Aaron Connolly – Brighton & Hove Albion
- David Connolly – Wigan Athletic
- Simon Cox – West Bromwich Albion
- Liam Daish – Coventry City
- Damien Delaney – Crystal Palace
- Rory Delap – Derby County, Southampton, Sunderland, Stoke City
- Gary Doherty – Tottenham Hotspur, Norwich City
- Matt Doherty – Wolverhampton Wanderers
- Jonathan Douglas – Blackburn Rovers
- Kevin Doyle – Reading, Wolverhampton Wanderers
- Richard Dunne – Manchester City, Aston Villa
- Damien Duff – Blackburn Rovers, Chelsea, Newcastle United, Fulham
- Shane Duffy – Brighton & Hove Albion
- Stephen Elliott – Sunderland
- Mickey Evans – Southampton
- Keith Fahey – Birmingham City
- Gareth Farrelly – Everton, Bolton Wanderers
- Steve Finnan – Liverpool
- Curtis Fleming – Middlesbrough
- Willo Flood – Manchester City
- Caleb Folan – Wigan Athletic, Hull City
- Dominic Foley – Watford
- Kevin Foley – Wolverhampton Wanderers
- Darron Gibson – Manchester United, Everton
- Jon Goodman – Wimbledon
- Ian Harte – Leeds United
- Jeff Hendrick – Burnley
- Matt Holland – Ipswich Town, Charlton Athletic
- Wes Hoolahan – Norwich City
- Ray Houghton – Aston Villa, Crystal Palace
- Conor Hourihane – Aston Villa
- Noel Hunt – Reading
- Stephen Hunt – Reading, Hull City, Wolverhampton Wanderers
- Stephen Ireland – Manchester City, Aston Villa, Stoke City
- Denis Irwin – Manchester United
- Graham Kavanagh – Middlesbrough
- Robbie Keane – Coventry, Leeds United, Tottenham Hotspur, Liverpool, West Ham United, Aston Villa (126)
- Roy Keane – Nottingham Forest, Manchester United
- Mark Kennedy – Wolverhampton Wanderers
- Gary Kelly – Leeds United
- Stephen Kelly – Tottenham Hotspur
- Jeff Kenna – Southampton, Blackburn Rovers, Birmingham City
- Andy Keogh – Wolverhampton Wanderers
- Alan Kernaghan – Middlesbrough, Manchester City
- Kevin Kilbane – Sunderland, Everton, Wigan Athletic, Hull City
- Mark Kinsella – Charlton Athletic
- Liam Lawrence – Sunderland, Stoke City
- Kevin Long – Burnley
- Shane Long – Reading, West Bromwich Albion, Hull City, Southampton
- Jon Macken – Manchester City
- Alan Mahon – Blackburn Rovers, Wigan Athletic
- Jason McAteer – Liverpool, Blackburn Rovers, Sunderland
- James McCarthy – Wigan Athletic, Everton
- James McClean – Sunderland, West Bromwich Albion
- Aiden McGeady – Everton
- Eddie McGoldrick – Crystal Palace
- Paul McGrath – Aston Villa
- Stephen McPhail – Leeds United
- Paul McShane – Hull City
- David Meyler – Hull City
- Liam Miller – Manchester United
- Kevin Moran – Blackburn Rovers
- Chris Morris – Middlesbrough
- Clinton Morrison – Crystal Palace, Birmingham City
- Daryl Murphy – Sunderland
- Michael Obafemi – Southampton
- Andy O'Brien – Bradford City, Newcastle United, Bolton Wanderers
- Joey O'Brien – West Ham United
- Liam O'Brien – Newcastle United
- John O'Shea – Manchester United, Sunderland
- Terry Phelan – Manchester City
- Anthony Pilkington – Norwich City
- Lee Power – Norwich City
- Alan Quinn – Sheffield Wednesday
- Niall Quinn – Manchester City, Sunderland
- Stephen Quinn – Sheffield United, Hull City
- Michael Reddy – Sunderland
- Andy Reid – Tottenham Hotspur, Charlton Athletic, Sunderland
- Steven Reid – Blackburn Rovers, West Bromwich Albion
- Callum Robinson – Sheffield United
- Matthew Rush – West Ham United
- Conor Sammon – Wigan Athletic
- John Sheridan – Sheffield Wednesday
- Bernie Slaven – Middlesbrough
- Steve Staunton – Aston Villa
- Enda Stevens – Sheffield United
- Anthony Stokes – Sunderland
- Sean Thornton – Sunderland
- Andy Townsend – Chelsea, Aston Villa, Middlesbrough
- Andy Turner – Tottenham Hotspur
- Jonathan Walters – Stoke City
- Stephen Ward – Wolverhampton Wanderers, Burnley
- Glenn Whelan – Stoke City
- Ronnie Whelan – Liverpool
- Marc Wilson – Stoke City

## Romania
- Florin Andone – Brighton & Hove Albion
- Vlad Chiricheș – Tottenham Hotspur
- Ilie Dumitrescu – Tottenham Hotspur
- Ioan Viorel Ganea – Wolverhampton Wanderers
- Viorel Moldovan – Coventry City
- Adrian Mutu – Chelsea
- Dan Petrescu – Sheffield Wednesday, Chelsea, Bradford City, Southampton (23)
- Gheorghe Popescu – Tottenham Hotspur
- Florin Răducioiu – West Ham United

## Nga
- Andrey Arshavin – Arsenal
- Diniyar Bilyaletdinov – Everton
- Andrei Kanchelskis – Manchester United, Everton (42)
- Roman Pavlyuchenko – Tottenham Hotspur
- Pavel Pogrebnyak – Fulham, Reading

## Saint Kitts và Nevis
- Bobby Bowry – Crystal Palace (1)

## Senegal
- Demba Ba – West Ham United, Newcastle United, Chelsea
- Habib Beye – Newcastle United
- Henri Camara – Wolverhampton Wanderers, Southampton, Wigan Athletic
- Papiss Cissé – Newcastle United
- Mohamed Diamé – Wigan Athletic, West Ham United, Hull City, Newcastle United
- Salif Diao – Liverpool, Stoke City
- Papa Bouba Diop – Fulham
- El Hadji Diouf – Liverpool, Bolton Wanderers, Blackburn Rovers
- Mame Biram Diouf – Manchester United, Blackburn Rovers, Stoke City
- Khalilou Fadiga – Bolton Wanderers
- Abdoulaye Faye – Bolton Wanderers, Newcastle United
- Amdy Faye – Charlton Athletic
- Idrissa Gueye – Everton
- Magaye Gueye – Everton
- Diomansy Kamara – Portsmouth, West Bromwich Albion, Fulham
- Cheikhou Kouyaté – West Ham United, Crystal Palace
- Sadio Mané – Southampton, Liverpool (77)
- Alfred N'Diaye – Hull City
- Badou Ndiaye – Stoke City
- Dame N'Doye – Hull City, Sunderland
- M'Baye Niang – Watford
- Oumar Niasse – Hull City, Everton
- Henri Saivet – Newcastle United
- Diafra Sakho – West Ham United
- Lamine Sakho – Leeds United
- Ismaïla Sarr – Watford
- Ibrahima Sonko – Reading
- Armand Traoré – Portsmouth

## Serbia
- Jovo Bosančić – Barnsley
- Goran Bunjevčević – Tottenham Hotspur
- Saša Ćurčić – Bolton Wanderers, Crystal Palace
- Branislav Ivanović – Chelsea
- Mateja Kežman – Chelsea
- Aleksandar Kolarov – Manchester City
- Ognjen Koroman – Portsmouth
- Darko Kovačević – Sheffield Wednesday
- Lazar Marković – Liverpool, Hull City
- Nemanja Matić – Chelsea, Manchester United
- Nenad Milijaš – Wolverhampton Wanderers
- Luka Milivojević – Crystal Palace
- Savo Milošević – Aston Villa (29)
- Aleksandar Mitrović – Newcastle United, Fulham
- Matija Nastasić – Manchester City
- Dejan Stefanović – Sheffield Wednesday, Portsmouth
- Dušan Tadić – Southampton
- Nemanja Vidić – Manchester United
- Nikola Žigić – Birmingham City

## Sierra Leone
- Kei Kamara – Norwich City (1)

## Slovakia
- Igor Bališ – West Bromwich Albion
- Vratislav Greško – Blackburn Rovers
- Vladimír Kinder – Middlesbrough
- Ľubomír Michalík – Bolton Wanderers
- Szilárd Németh – Middlesbrough (23)
- Martin Škrtel – Liverpool
- Stanislav Varga – Sunderland

## Slovenia
- Jon Gorenc Stanković – Huddersfield Town
- Robert Koren – West Bromwich Albion, Hull City (4)

## Nam Phi
- Shaun Bartlett – Charlton Athletic
- Kagisho Dikgacoi – Crystal Palace
- Mark Fish – Bolton Wanderers, Charlton Athletic
- Quinton Fortune – Manchester United
- Mbulelo Mabizela – Tottenham Hotspur
- Phil Masinga – Leeds United
- Benni McCarthy – Blackburn Rovers (37)
- Steven Pienaar – Everton
- Eric Tinkler – Barnsley

## Tây Ban Nha

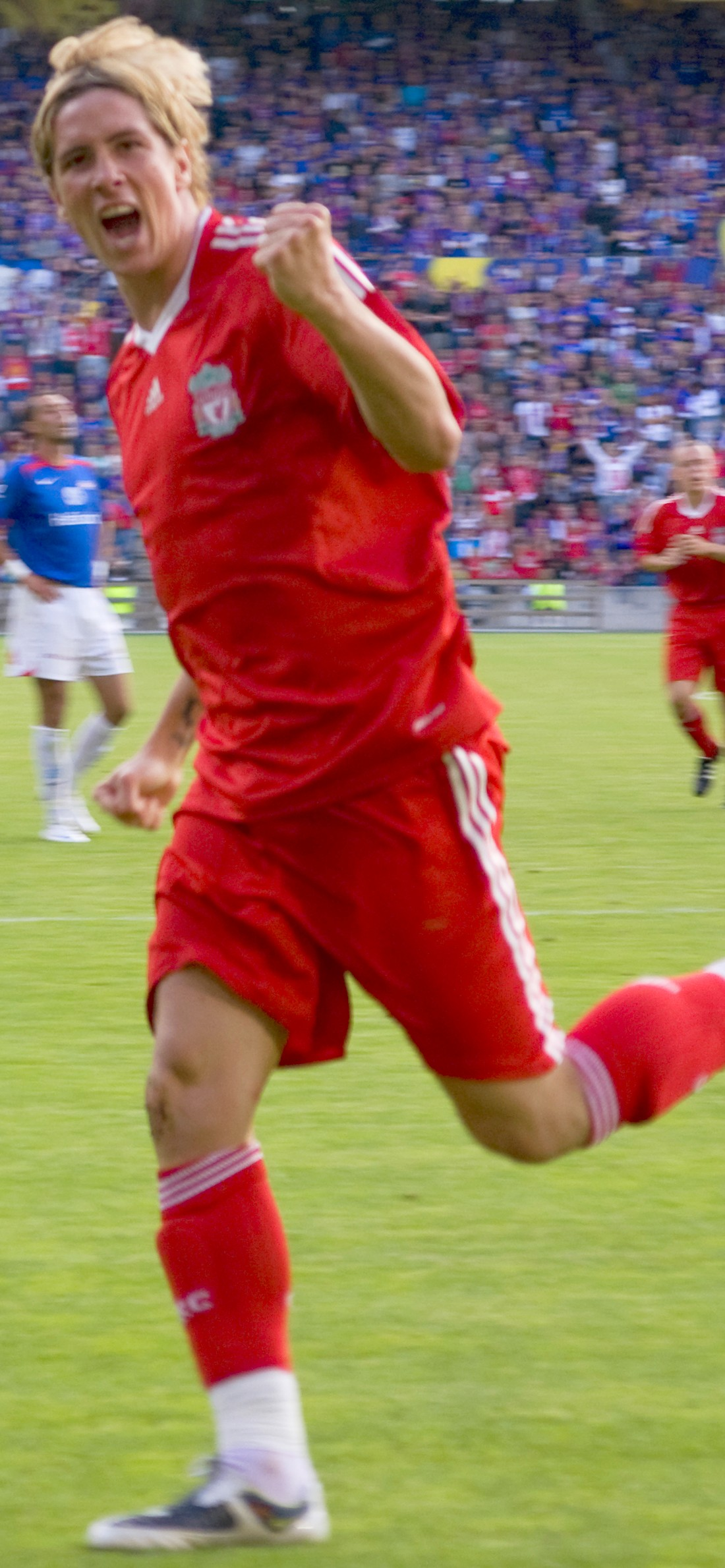
Fernando Torres với thành tích ghi 85 bàn tại Premier League đã giúp anh trở thành cầu thủ Tây Ban Nha ghi nhiều bàn nhất lịch sử giải đấu.

- Marcos Alonso – Bolton Wanderers, Chelsea
- Xabi Alonso – Liverpool
- Álvaro Arbeloa – Liverpool
- Mikel Arteta – Everton, Arsenal
- Daniel Ayala – Middlesbrough
- Ayoze – Newcastle United, Leicester City
- César Azpilicueta – Chelsea
- Héctor Bellerín – Arsenal
- Bojan – Stoke City
- Borja Bastón – Swansea City
- Cala – Cardiff City
- Víctor Camarasa – Cardiff City
- Iván Campo – Bolton Wanderers
- Santi Cazorla – Arsenal
- Chico – Swansea City
- Diego Costa – Chelsea
- Albert Crusat – Wigan Athletic
- Carlos Cuéllar – Aston Villa, Sunderland
- Gerard Deulofeu – Everton, Watford
- Enrique de Lucas – Chelsea
- Asier del Horno – Chelsea
- José Enrique – Newcastle United, Liverpool
- Cesc Fàbregas – Arsenal, Chelsea
- Kiko Femenía – Watford
- Pablo Fornals – West Ham United
- Javi García – Manchester City
- Luis García – Liverpool
- Javier Garrido – Manchester City
- Carles Gil – Aston Villa
- Jordi Gómez – Wigan Athletic, Sunderland
- Esteban Granero – Queens Park Rangers
- Pablo Hernández – Swansea City
- Ander Herrera – Manchester United
- Fernando Hierro – Bolton Wanderers
- Pablo Ibáñez – West Bromwich Albion
- Vicente Iborra – Leicester City
- Jesé – Stoke City
- Jonny – Wolverhampton Wanderers
- Joselu – Stoke City, Newcastle United
- Kepa Blanco – West Ham United
- Fernando Llorente – Swansea City, Tottenham Hotspur
- Lucas Pérez – Arsenal, West Ham United
- Antonio Luna – Aston Villa
- Albert Luque – Newcastle United
- Javier Manquillo – Sunderland
- Juan Mata – Chelsea, Manchester United
- Gaizka Mendieta – Middlesbrough
- Fran Mérida – Arsenal
- Mikel Merino – Newcastle United
- Michu – Swansea City
- Nacho Monreal – Arsenal
- Álvaro Morata – Chelsea
- Alberto Moreno – Liverpool
- Fernando Morientes – Liverpool
- Marc Muniesa – Stoke City
- Jesús Navas – Manchester City
- Nayim – Tottenham Hotspur
- Álvaro Negredo – Manchester City, Middlesbrough
- Nolito – Manchester City
- Andrea Orlandi – Swansea City
- Pedro – Chelsea
- Iván Ramis – Wigan Athletic
- Àngel Rangel – Swansea City
- José Antonio Reyes – Arsenal
- Albert Riera – Manchester City, Liverpool
- Rubén Rochina – Blackburn Rovers
- Rodri – Manchester City
- Rodrigo – Bolton Wanderers
- Oriol Romeu – Southampton
- David Silva – Manchester City
- Roberto Soldado – Tottenham Hotspur
- Fernando Torres – Liverpool, Chelsea (85)
- Adama Traoré – Wolverhampton Wanderers
- Diego Tristán – West Ham United
- Xisco – Newcastle United
- Yordi – Blackburn Rovers

## Thụy Điển
- Niclas Alexandersson – Sheffield Wednesday, Everton
- Marcus Allbäck – Aston Villa
- Andreas Andersson – Newcastle United
- Jesper Blomqvist – Manchester United, Everton
- Tomas Brolin – Leeds United
- Martin Dahlin – Blackburn Rovers
- Erik Edman – Tottenham Hotspur
- Anthony Elanga – Manchester United
- Johan Elmander – Bolton Wanderers, Norwich City
- Zlatan Ibrahimović – Manchester United
- Klas Ingesson – Sheffield Wednesday
- Andreas Jakobsson – Southampton
- Andreas Johansson – Wigan Athletic
- Alexander Kačaniklić – Fulham
- Emil Krafth – Newcastle United
- Henrik Larsson – Manchester United
- Sebastian Larsson – Birmingham City, Sunderland
- Anders Limpar – Everton
- Victor Lindelöf – Manchester United
- Freddie Ljungberg – Arsenal, West Ham United (48)
- Olof Mellberg – Aston Villa
- Teddy Lučić – Leeds United
- Roland Nilsson – Sheffield Wednesday
- Jonas Olsson – West Bromwich Albion
- Martin Olsson – Blackburn Rovers, Norwich City, Swansea City
- Rade Prica – Sunderland
- Martin Pringle – Charlton Athletic
- Stefan Schwarz – Arsenal, Sunderland
- Ken Sema – Watford
- Anders Svensson – Southampton
- Mathias Svensson – Charlton Athletic, Norwich City
- Michael Svensson – Southampton

## Thụy Sĩ
- Almen Abdi – Watford
- Valon Behrami – West Ham United
- Johan Djourou – Arsenal
- Josip Drmić – Norwich City
- Gélson Fernandes – Manchester City
- Marc Hottiger – Newcastle United, Everton
- Pajtim Kasami – Fulham
- Timm Klose – Norwich City
- Fabian Schär – Newcastle United
- Philippe Senderos – Arsenal, Fulham
- Xherdan Shaqiri – Stoke City, Liverpool (22)
- Ramon Vega – Tottenham Hotspur
- Granit Xhaka – Arsenal
- Reto Ziegler – Tottenham Hotspur

## Togo
- Emmanuel Adebayor – Arsenal, Manchester City, Tottenham Hotspur, Crystal Palace (97)
- Floyd Ayité – Fulham

## Trinidad và Tobago
- Justin Hoyte – Arsenal, Sunderland

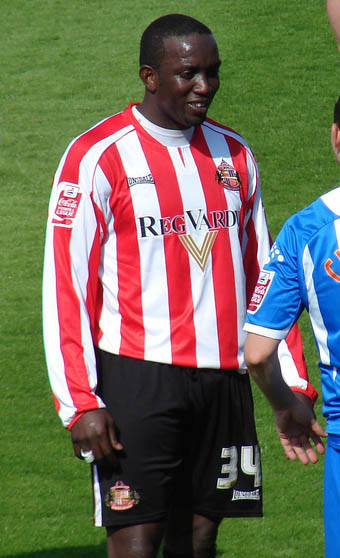
Dwight Yorke đã ghi 123 bàn thắng tại Premier League, một kỷ lục cho một cầu thủ đến từ khu vực CONCACAF

- Stern John – Birmingham City, Sunderland
- Kenwyne Jones – Southampton, Sunderland, Stoke City, Cardiff City
- Jlloyd Samuel – Aston Villa
- Jason Scotland – Wigan Athletic
- Dwight Yorke – Aston Villa, Manchester United, Blackburn Rovers, Birmingham City, Sunderland (123)

## Tunisia
- Radhi Jaïdi – Bolton Wanderers (8)
- Wahbi Khazri – Sunderland
- Hatem Trabelsi – Manchester City
- Yan Valery – Southampton

## Thổ Nhĩ Kỳ
- Alpay – Aston Villa
- Emre Belözoğlu – Newcastle United
- Muzzy Izzet – Leicester City, Birmingham City (34)
- Jem Karacan – Reading
- Colin Kazim-Richards – Sheffield United
- Nuri Şahin – Liverpool
- Çağlar Söyüncü – Leicester City
- Hakan Şükür – Blackburn Rovers
- Cenk Tosun – Everton, Crystal Palace
- Tugay – Blackburn Rovers
- Tuncay – Middlesbrough, Stoke City

## Ukraine
- Sergei Rebrov – Tottenham Hotspur (10)
- Andriy Shevchenko – Chelsea
- Andriy Voronin – Liverpool
- Andriy Yarmolenko – West Ham United

## Hoa Kỳ
- Jozy Altidore – Hull City, Sunderland
- DaMarcus Beasley – Manchester City
- Carlos Bocanegra – Fulham
- Geoff Cameron – Stoke City
- Jay DeMerit – Watford
- Clint Dempsey – Fulham, Tottenham Hotspur (57)
- Landon Donovan – Everton
- Brad Friedel – Blackburn Rovers
- John Harkes – Sheffield Wednesday
- Stuart Holden – Bolton Wanderers
- Tim Howard – Everton
- Cobi Jones – Coventry City
- Jovan Kirovski – Birmingham City
- Eric Lichaj – Aston Villa
- Brian McBride – Everton, Fulham
- Joe-Max Moore – Everton
- Preki – Everton
- Christian Pulisic – Chelsea
- Claudio Reyna – Sunderland, Manchester City
- Jonathan Spector – West Ham United
- Roy Wegerle – Blackburn Rovers, Coventry City
- DeAndre Yedlin – Newcastle United

## Uruguay
- Miguel Britos – Watford
- Sebastián Coates – Liverpool
- Diego Forlán – Manchester United

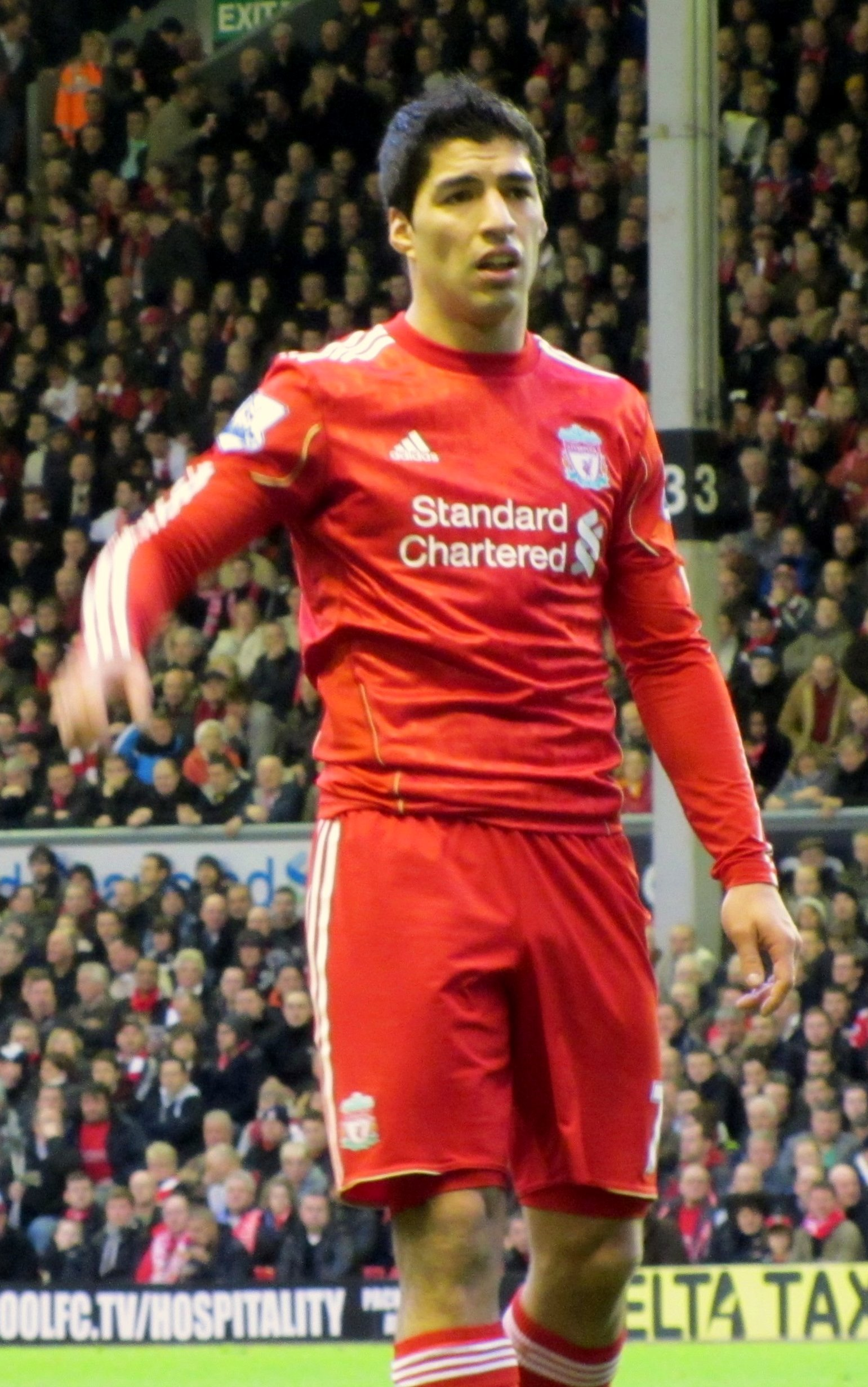
Luis Suárez đã ghi 69 bàn thắng tại Premier League cho Liverpool. Thành tích này giúp anh trở thành cầu thủy Uruguay ghi bàn nhiều nhất lịch sử giải đấu.

- Diego Lugano – West Bromwich Albion
- Abel Hernández – Hull City
- Williams Martínez – West Bromwich Albion
- Walter Pandiani – Birmingham City
- Adrián Paz – Ipswich Town
- Gus Poyet – Chelsea, Tottenham Hotspur
- Gastón Ramírez – Southampton, Middlesbrough
- Darío Silva – Portsmouth
- Cristhian Stuani – Middlesbrough
- Luis Suárez – Liverpool (69)
- Lucas Torreira – Arsenal

## Venezuela
- Fernando Amorebieta – Fulham
- Salomón Rondón – West Bromwich Albion, Newcastle United (35)

## Zimbabwe
- Benjani – Portsmouth, Manchester City, Blackburn Rovers
- Peter Ndlovu – Coventry City (34)